# 北陸新幹線
北陸新幹線（ほくりくしんかんせん）は、東京都から上信越・北陸地方を経由して大阪市までを結ぶ計画の高速鉄道路線（新幹線）であり、整備新幹線5路線の一つである。2024年（令和6年）3月16日時点で、群馬県高崎市の高崎駅から福井県敦賀市の敦賀駅までの間が開業している。計画全体の約8割の区間が開業しており、残りの区間は事業中である。運営主体は高崎駅 - 上越妙高駅間が東日本旅客鉄道（JR東日本）、上越妙高駅 - 敦賀駅間が西日本旅客鉄道（JR西日本）である。
『鉄道要覧』では高崎駅を起点としているが、整備新幹線としては東京都が起点で、高崎駅以東については、東京駅（東京都千代田区） - 大宮駅（埼玉県さいたま市大宮区）間は東北新幹線、大宮駅 - 高崎駅間は上越新幹線と共用しており、列車は上越新幹線および東北新幹線を経由して東京駅まで乗り入れている。旅客案内上は東北・上越新幹線の東京駅 - 高崎駅間を含む東京駅 - 敦賀駅間が「北陸新幹線」と案内される。2015年（平成27年）3月13日までは長野駅が終点であり、1997年（平成9年）の開業当時は「長野行新幹線」、後に「長野新幹線」と呼ばれていた（後節参照）。

## 概要
北陸新幹線は1972年（昭和47年）に、全国新幹線鉄道整備法第4条第1項の規定による『建設を開始すべき新幹線鉄道の路線を定める基本計画』により公示され、1973年（昭和48年）11月13日に整備計画が決定された5路線（いわゆる整備新幹線）の路線の一つである。国鉄の財政悪化により建設が一時凍結されたが、1989年（平成元年）に高崎駅 - 軽井沢駅間で着工され、1998年（平成10年）に開催される長野オリンピックに合わせて1997年（平成9年）10月に高崎駅 - 長野駅間が整備新幹線としては初めて開業した。長野 - 金沢間は一部区間がスーパー特急方式で着工された後、全区間がフル規格化され、2015年（平成27年）3月に長野駅 - 金沢駅間が開業した。金沢駅 - 敦賀駅間は2012年（平成24年）に着工され、2024年（令和6年）3月16日に開業した。
1997年（平成9年）の開業時点では長野駅が終点であり、2015年（平成27年）の延伸まで北陸新幹線は北陸地方に達していなかったことから旅客向けには当初「長野行新幹線」、後に「長野新幹線」と呼称していた（詳細は沿革および「長野新幹線#「長野新幹線」の呼称の変遷」を参照）。JR東日本管内の駅の北陸新幹線の乗り換え案内では「北陸（長野経由）新幹線」、「北陸新幹線（長野経由）」など「長野経由」まで表示されている。
鉄道建設・運輸施設整備支援機構が鉄道施設を建設・保有し、高崎駅 - 上越妙高駅間はJR東日本、上越妙高駅 - 敦賀駅間はJR西日本により運営されている。JR東日本・JR西日本の施設管理境界は上越妙高駅の金沢方・高崎起点177 km950 m地点である。同一名称の新幹線の路線が複数の鉄道会社によって運営されるのは、北陸新幹線が初めてであり、現在でも唯一である。なお、JR西日本は北陸新幹線とは別に山陽新幹線（新大阪駅 - 博多駅）も運営しており、JR東日本に続いて複数の新幹線路線を運営する鉄道会社となり、1つの鉄道会社が運営する新幹線の路線が直接つながっていない初の事例ともなった。 
東日本と西日本にまたがって電源周波数が異なる地域を直通しており、50 Hzと60 Hzの交流電化区間が混在する唯一の新幹線でもある。北陸新幹線は整備新幹線として初めて着工され、電源周波数が異なる地域や山岳地帯、豪雪地域を経由する路線でありながら工事費を抑えるために様々な新技術が用いられている。
高崎駅 - 上越妙高駅間（JR東日本区間）が旧信越本線、上越妙高駅 - 敦賀駅間（JR西日本区間）が旧北陸本線とおおむね並行するルートを通っている。これら並行在来線は、新幹線区間開業後は一部を除いて第三セクター鉄道やバスに転換された（後節参照）。
未着工の敦賀駅 - 大阪市間は、東小浜駅・京都駅または桂川駅・松井山手駅の3駅付近を経由し新大阪駅に至るルート案が2024年（令和6年）8月に公表された。25年程度の工期が想定されているが、環境へのリスクや建設費の増加、並行在来線分離の懸念などの問題を抱える。この間、京阪神と北陸地方との移動は敦賀駅での乗り換えを強いられることになるなど、もともと京阪神との関係性が深かった北陸における関西の影響力低下が不安視されている。
ラインカラーはJR東日本区間は東北新幹線とともにJR東日本のコーポレートカラーとなった緑色（■）で、JR西日本区間は山陽新幹線同様に青色(■）である。

## 路線データ
- 営業主体
  - 高崎駅 - 上越妙高駅間：東日本旅客鉄道（JR東日本）
  - 上越妙高駅 - 敦賀駅間：西日本旅客鉄道（JR西日本）
- 建設主体
  - 高崎駅 - 長野駅間：日本鉄道建設公団
  - 長野駅 - 金沢駅 - 敦賀駅間：独立行政法人鉄道建設・運輸施設整備支援機構
- 軌間：1,435 mm（標準軌）
- 複線区間：全線
- 電化方式（カッコ内は駅構内含まず。「異周波数対応」の節も参照）
  - 高崎駅 - 軽井沢駅、（上越妙高駅） - 糸魚川駅：交流25,000 V (50 Hz)
  - （軽井沢駅）- 上越妙高駅、（糸魚川駅） - 敦賀駅 - 白山総合車両所敦賀支所：交流25,000 V (60 Hz)
- 保安装置：ATC (DS-ATC)
- 運転指令所：JR東日本新幹線統括本部 新幹線総合指令所、JR西日本金沢支社 金沢新幹線総合指令所
- 列車運行管理システム：新幹線総合システム (COSMOS)
- 最高速度：260 km/h（高崎駅 - 敦賀駅間）
- 構造種別延長割合
  - 高崎駅 - 長野駅間[10]：路盤 15%、橋梁 9%、高架橋 25%、トンネル 51%
  - 長野駅 - 金沢駅間[11]：路盤 2%、橋梁 14%、高架橋 40%、トンネル 44%
  - 金沢駅 - 敦賀駅間[12]：路盤 2%、橋梁 14%、高架橋 51%、トンネル 33%
- 架線吊架方式[13]
  - 高崎駅 - 長野駅間：CSシンプルカテナリ式（耐荷速度300 km/h）
  - 長野駅 - 金沢駅間：PHCシンプルカテナリ式（耐荷速度350 km/h）

## 駅一覧

### 開業区間
- 乗車人員は東日本旅客鉄道の駅のもの[14]。在来線分は含まない。は前年度に比較した増()減()を表す。

| 営業主体 | 正式路線名       | 架線周波数 | 駅名        | 高崎からの | 高崎からの | 東京からの | 東京からの | 停車 | 2023年度 乗車人員 （1日平均）                                                                                           | 接続路線 | 所在地            | 所在地            |
| 営業主体 | 正式路線名       | 架線周波数 | 駅名        | 営業 キロ  | 実 キロ    | 営業 キロ  | 実 キロ    | 停車 | 2023年度 乗車人員 （1日平均）                                                                                           | 接続路線 | 所在地            | 所在地            |
| --- | ---------------- | ---------- | ----------- | ---------- | ---------- | ---------- | ---------- | --- | --- | --- | ----------------- | ----------------- |
| 東日本旅客鉄道 | 東北新幹線       | 50 Hz      | 東京駅 山区 | 105.0      | 108.6      | 0.0        | 0.0        | 全 | 65,056 | 東海旅客鉄道： 東海道新幹線 東日本旅客鉄道： 山手線 (JY 01)・ 京浜東北線 (JK 26)・ 中央線 (JC 01) 東海道線 (JT 01)・ 宇都宮線・高崎線 (JU 01)・ 常磐線・ 横須賀線・総武快速線 (JO 19)・ 京葉線 (JE 01) 東京地下鉄： 丸ノ内線 (M-17)・ 東西線 ⇒大手町駅 (T-09) | 東京都            | 千代田区          |
| 東日本旅客鉄道 | 東北新幹線       | 50 Hz      | 上野駅 山区 | 101.4      | 105.0      | 3.6        | 3.6        | | 11,559 | 東日本旅客鉄道： 山手線 (JY 05)・ 京浜東北線 (JK 30) 宇都宮線・高崎線 (JU 02)・ 常磐線 (JJ 01) 東京地下鉄： 銀座線 (G-16)・ 日比谷線 (H-17) 京成電鉄： 本線 ⇒京成上野駅 (KS01）                                                                               | 東京都            | 台東区            |
| 東日本旅客鉄道 | 東北新幹線       | 50 Hz      | 大宮駅      | 74.7       | 77.3       | 30.3       | 31.3       | 全 | 30,291 | 東日本旅客鉄道： 東北新幹線・ 京浜東北線 (JK 47) 宇都宮線・高崎線 (JU 07)・ 埼京線 (JA 26)・■ 川越線 東武鉄道： 野田線 (TD-01) 埼玉新都市交通： 伊奈線（ニューシャトル）(NS01)                                                                                | 埼玉県            | さいたま市 大宮区 |
| 東日本旅客鉄道 | 上越新幹線       | 50 Hz      | 大宮駅      | 74.7       | 77.3       | 30.3       | 31.3       | 全 | 30,291 | 東日本旅客鉄道： 東北新幹線・ 京浜東北線 (JK 47) 宇都宮線・高崎線 (JU 07)・ 埼京線 (JA 26)・■ 川越線 東武鉄道： 野田線 (TD-01) 埼玉新都市交通： 伊奈線（ニューシャトル）(NS01)                                                                                | 埼玉県            | さいたま市 大宮区 |
| 東日本旅客鉄道 | 熊谷駅           | 50 Hz      | 40.3        | 40.7       | 64.7       | 67.9       |            | 3,510 | 東日本旅客鉄道：■ 高崎線 秩父鉄道：■ 秩父本線 (CR09)                                                                    | 熊谷市 | 埼玉県            |                   |
| 東日本旅客鉄道 | 本庄早稲田駅     | 50 Hz      | 19.0        | 19.6       | 86.0       | 89.0       |            | 1,929 | | 本庄市 | 埼玉県            |                   |
| 東日本旅客鉄道 | 高崎駅           | 50 Hz      | 0.0         | 0.0        | 105.0      | 108.6      |            | 12,942 | 東日本旅客鉄道： 上越新幹線・■ 上越線・■ 高崎線 ■ 信越本線・■ 八高線・■ 両毛線・■ 吾妻線 上信電鉄：■ 上信線             | 群馬県 | 高崎市            |                   |
| 東日本旅客鉄道 | 高崎駅           | 50 Hz      | 0.0         | 0.0        | 105.0      | 108.6      | 北陸新幹線 | 12,942 | 東日本旅客鉄道： 上越新幹線・■ 上越線・■ 高崎線 ■ 信越本線・■ 八高線・■ 両毛線・■ 吾妻線 上信電鉄：■ 上信線             | 群馬県 | 高崎市            |                   |
| 東日本旅客鉄道 | 安中榛名駅       | 50 Hz      | 18.5        | 18.5       | 123.5      | 127.1      |            | 250 | | 群馬県 | 安中市            |                   |
| 東日本旅客鉄道 | 軽井沢駅         | 50 Hz      | 41.8        | 41.8       | 146.8      | 150.4      |            | 4,302 | しなの鉄道：■ しなの鉄道線                                                                                              | 長野県 | 北佐久郡 軽井沢町 |                   |
| 東日本旅客鉄道 | 60 Hz            | 佐久平駅   | 59.4        | 59.4       | 164.4      | 168.0      |            | 2,702 | 東日本旅客鉄道：■ 小海線                                                                                                | 長野県 | 佐久市            |                   |
| 東日本旅客鉄道 | 60 Hz            | 上田駅     | 84.2        | 84.2       | 189.2      | 192.8      |            | 2,571 | しなの鉄道：■ しなの鉄道線 上田電鉄：●BE 別所線 (BE01)                                                                  | 長野県 | 上田市            |                   |
| 東日本旅客鉄道 | 60 Hz            | 長野駅     | 117.4       | 117.4      | 222.4      | 226.0      | 全         | 7,412 | 東日本旅客鉄道： 信越本線・ 篠ノ井線 (SE 13)・■ 飯山線 しなの鉄道：■しなの鉄道線・■ 北しなの線 長野電鉄：●N 長野線 (N1) | 長野県 | 長野市            |                   |
| 東日本旅客鉄道 | 60 Hz            | 飯山駅     | 147.3       | 147.3      | 252.3      | 255.9      |            | 617 | 東日本旅客鉄道：■ 飯山線                                                                                                | 長野県 | 飯山市            |                   |
| 東日本旅客鉄道 | 60 Hz            | 上越妙高駅 | 176.9       | 176.9      | 281.9      | 285.5      |            | 1,993 | えちごトキめき鉄道：■ 妙高はねうまライン                                                                                | 新潟県 | 上越市            |                   |
| 西日本旅客鉄道 | 60 Hz            | 上越妙高駅 | 176.9       | 176.9      | 281.9      | 285.5      |            | 1,993 | えちごトキめき鉄道：■ 妙高はねうまライン                                                                                | 新潟県 | 上越市            |                   |
| 50 Hz | 糸魚川駅         | 213.9      | 213.9       | 318.9      | 322.5      |            | -          | 西日本旅客鉄道：■ 大糸線 えちごトキめき鉄道：■ 日本海ひすいライン | 糸魚川市 | 新潟県 |                   |                   |
| 60 Hz | 黒部宇奈月温泉駅 | 253.1      | 253.1       | 358.1      | 361.7      |            | -          | 富山地方鉄道（鉄道線）：■ 本線 ⇒新黒部駅 (T31） | 富山県 | 黒部市 |                   |                   |
| 60 Hz | 富山駅           | 286.9      | 286.9       | 391.9      | 395.5      | 全         | -          | 西日本旅客鉄道：■ 高山本線 あいの風とやま鉄道：■ あいの風とやま鉄道線 富山地方鉄道（鉄道線）：■ 本線・■ 立山線・■ 不二越線・■ 上滝線（電鉄富山駅: T01） 富山地方鉄道（軌道線）：■ 本線・■支線 ⇒電鉄富山駅・エスタ前停留場 (C14） 富山駅南北接続線・■ 富山港線 ⇒富山駅停留場 (C15） | 富山県 | 富山市 |                   |                   |
| 60 Hz | 新高岡駅         | 305.8      | 305.8       | 410.8      | 414.4      |            | -          | 西日本旅客鉄道：■ 城端線 | 富山県 | 高岡市 |                   |                   |
| 60 Hz | 金沢駅           | 345.5      | 345.5       | 450.5      | 454.1      | 全         | -          | IRいしかわ鉄道：■ IRいしかわ鉄道線 西日本旅客鉄道：■ 七尾線 北陸鉄道：■ 浅野川線 ⇒北鉄金沢駅 (A01） | 石川県 | 金沢市 |                   |                   |
| 60 Hz | 小松駅           | 372.6      | 372.6       | 477.6      | 481.2      |            | -          | IRいしかわ鉄道：■ IRいしかわ鉄道線 | 石川県 | 小松市 |                   |                   |
| 60 Hz | 加賀温泉駅       | 387.1      | 387.1       | 492.1      | 495.7      |            | -          | IRいしかわ鉄道：■ IRいしかわ鉄道線 | 石川県 | 加賀市 |                   |                   |
| 60 Hz | 芦原温泉駅       | 403.4      | 403.5       | 508.4      | 512.0      |            | -          | ハピラインふくい：■ ハピラインふくい線 | 福井県 | あわら市 |                   |                   |
| 60 Hz | 福井駅           | 421.4      | 421.5       | 526.4      | 530.0      | 全         | -          | ハピラインふくい：■ ハピラインふくい線 西日本旅客鉄道：■ 越美北線（九頭竜線） えちぜん鉄道：■ 勝山永平寺線 (E1)・三国芦原線 福井鉄道：■ 福武線⇒福井駅停留場 (F22） | 福井県 | 福井市 |                   |                   |
| 60 Hz | 越前たけふ駅     | 440.4      | 440.5       | 545.4      | 549.0      |            | -          | | 福井県 | 越前市 |                   |                   |
| 60 Hz | 敦賀駅           | 470.6      | 470.6       | 575.6      | 579.2      | 全         | -          | 西日本旅客鉄道： 北陸本線 (JR-A01)・ 湖西線 (JR-B08)・■ 小浜線 ハピラインふくい：■ ハピラインふくい線 | 福井県 | 敦賀市 |                   |                   |
| - 停車…全：全ての列車が停車する駅（2024年3月改正時点） - 長距離乗車券の特定都区市内 - 山：東京山手線内 - 区：東京都区内 |                  |            |             |            |            |            |            | | | |                   |                   |

### 未着工区間
- 鉄道建設・運輸施設整備支援機構が2024年（令和6年）に公表した北陸新幹線事業推進調査に関する連絡会議の資料に基づくルートを示す[JRTT 1][JRTT 2]。
- 営業主体は全区間西日本旅客鉄道（JR西日本）

| 架線周波数                    | 駅名  | 高崎 からの 実 キロ | 東京 からの実 キロ | 建設予定地・接続予定路線 | 所在地               | 所在地 |
| ----------------------------- | ----- | ------------------- | --- | ------------------------ | -------------------- | ------ |
| 60 Hz                         |       |                     | |                          |                      |        |
| 敦賀駅                        | 470.6 | 579.2               | 西日本旅客鉄道： 北陸本線 (JR-A01)・ 湖西線 (JR-B08)・■ 小浜線 ハピラインふくい：■ ハピラインふくい線 | 福井県                   | 敦賀市               |        |
| 小浜市（東小浜）附近駅        |       |                     | 舞鶴若狭自動車道小浜ICと小浜線東小浜駅の中間 | 福井県                   | 小浜市               |        |
| 京都市（京都・桂川）附近駅 京 |       |                     | ※2024年時点では、駅を現在の京都駅に対して南北方向に建設する案と東海道本線（JR京都線）桂川駅付近に建設する案が検討されている。 | 京都府                   | 京都市               |        |
| 京田辺市（松井山手）附近駅    |       |                     | 片町線（学研都市線）松井山手駅西側の駅前ロータリー付近の地下 | 京都府                   | 京田辺市             |        |
| 新大阪駅 阪                   |       |                     | 東海道新幹線新大阪駅南側の駅前ロータリー付近の地下 東海旅客鉄道： 東海道新幹線・中央新幹線（予定） 西日本旅客鉄道： 山陽新幹線・ 東海道本線（JR京都線）(JR-A46)・ おおさか東線 (JR-F02)・梅田貨物線・なにわ筋線（建設中） 阪急電鉄： 新大阪連絡線（計画中） 大阪市高速電気軌道： 御堂筋線 (M13) | 大阪府 大阪市 淀川区     | 大阪府 大阪市 淀川区 |        |

### 各駅の構造
安中榛名駅 - 上田駅間の通過線のない各駅と、飯山駅以西の各駅については開業当初よりホーム上に可動式安全柵が設置されており、2017年には軽井沢駅についても通過列車が存在する2・3番線に設置工事が行われている。熊谷駅・本庄早稲田駅・高崎駅・加賀温泉駅・越前たけふ駅にはホームに接しない通過線がある（この場合、通過線の外側にホームを有する副本線がある）。
| 配線分類 | 2面4線                                             | 2面2線+通過線                        | 2面3線+通過線 | 2面2線                                                                                    | 1面2線 |
| 構内図   |                                                    |                                      |               |                                                                                           |        |
| 該当駅   | 上野駅・軽井沢駅 長野駅・上越妙高駅 富山駅・金沢駅 | 本庄早稲田駅 加賀温泉駅 越前たけふ駅 | 熊谷駅        | 安中榛名駅・佐久平駅 上田駅・飯山駅 糸魚川駅 黒部宇奈月温泉駅 新高岡駅・小松駅 芦原温泉駅 | 福井駅 |

| 配線分類 | 2面4線+回送線 | 2面4線+通過線 | 3面6線 | 2面4線（終着駅） |
| 構内図   |               |               |        |                  |
| 該当駅   | 敦賀駅※       | 高崎駅※       | 大宮駅 | 東京駅           |

- ※高崎駅は下り方に上越新幹線上り線と北陸新幹線上り線が別線で入線している
- ※敦賀駅は11番線に行き止まり設備、12 - 14番線の大阪方右側に敦賀車両基地への回送線が存在する。

金沢 - 敦賀間に新設された駅については、各駅ともホームは12両編成対応の312 mであり、小松駅と芦原温泉駅が相対式ホーム2面2線、加賀温泉駅と越前たけふ駅が相対式ホーム2面2線＋通過線、福井駅が島式ホーム1面2線（福井駅の1面2線のみは日本国内唯一、日本国内最小）、敦賀駅が島式ホーム2面4線となる。

## 運行形態

### 列車の概要
1997年の高崎駅 - 長野駅間開業時点では旅客向けに「長野行新幹線」または「長野新幹線」と案内され、速達タイプも各駅タイプも全て「あさま」としての運行であった。2015年の長野駅 - 金沢駅間の開業にあたり、首都圏と富山、石川エリアを短時間で結ぶ速達タイプの「かがやき」、主に長野駅以東の主要駅と長野以西の各駅間の利便性確保を目的とした停車タイプの「はくたか」、富山駅 - 金沢駅間シャトルタイプの「つるぎ」、東京駅 - 長野駅間運転タイプの「あさま」の4種類になった。さらに、2024年からは金沢駅 - 敦賀駅間延伸に伴い「かがやき」「はくたか」「つるぎ」の運転区間が敦賀駅まで延長された。原則として、全ての列車がE7系、W7系を使用する。

### 列車愛称

#### 「かがやき」
「かがやき」は、東京駅 - 敦賀駅間で運行される最速達タイプの列車である。北陸新幹線では唯一全車指定席で運転される列車である。
2015年3月14日の金沢延伸開業時に運行を開始した。東京駅 - 金沢駅間の途中停車駅は上野駅・大宮駅・長野駅・富山駅であるが、最速達列車の1往復は上野駅を通過する。金沢止まりの1往復を除き、金沢駅 - 敦賀駅間では福井駅には全て停車し、その他の中間駅にはそれぞれ2往復停車する列車がある。
朝と夜を中心に概ね毎時1本の割合で運行されており、最短所要時間は東京駅 - 長野駅間で1時間17分（下り）1時間18分（上り）、東京駅 - 富山駅間で2時間5分（下り）2時間6分（上り）、東京駅 - 金沢駅間で2時間25分（下り）2時間26分（上り）、東京駅 - 福井駅間で2時間51分（下り）2時間52分（上り）、東京駅 - 敦賀駅間で3時間8分（下り）3時間10分（上り）である。

#### 「はくたか」
「はくたか」は、東京駅・長野駅 - 金沢駅・敦賀駅間で運行される列車である。
2015年3月14日の金沢延伸開業時に運行を開始した。東京駅 - 長野駅間では「かがやき」に次ぐ速達列車の位置づけであり、熊谷駅・本庄早稲田駅・安中榛名駅は全列車通過し、「かがやき」が運転されない時間帯は大宮駅 - 長野駅間では高崎駅のみに停車する。長野駅 - 敦賀駅間では基本的に各駅に停車する（一部の列車は飯山駅を通過）。概ね毎時1本の割合で運行され、朝や夜間は東京駅・長野駅 - 金沢駅間で運行されているが、日中の上下各5本は東京駅 - 敦賀駅間で運行されている。

#### 「つるぎ」
「つるぎ」は、2015年3月14日に設定された、富山駅・金沢駅 - 敦賀駅間で運行される列車である。
2015年3月14日の北陸新幹線金沢延伸開業に伴い、それまで運行されていた名古屋・大阪・福井方面から富山方面に直通運転していた在来線特急「しらさぎ」「サンダーバード」の運転区間が新幹線開業に伴い金沢駅までに短縮されたため、その代替として設定された。2024年3月16日の北陸新幹線敦賀延伸開業に伴い、在来線特急「しらさぎ」「サンダーバード」の運行区間が敦賀駅までさらに短縮されたため、両列車に接続する富山駅 - 敦賀駅間の列車としての役割を担っている。各駅停車のものと、途中新高岡駅・金沢駅・福井駅のみに停車する速達タイプがある。

#### 「あさま」
「あさま」は、東京駅 - 長野駅間で運行される列車である。
1997年10月1日の長野開業時点では速達・各駅タイプを問わず全ての列車が「あさま」として運行されていたが、2015年の金沢延伸以降は東京駅 - 長野駅間の各駅停車タイプとしての役割が大きくなっている（全区間各駅に停車する列車は5往復のみで、それ以外は熊谷駅・本庄早稲田駅・安中榛名駅のいずれかを通過する）。

### 現行のダイヤパターンと停車駅
2024年3月16日から現在までの基本的な日中ダイヤパターンである。
以下に示す時刻・運転区間などは昼間時間帯の平均的なパターンで、早朝・深夜は若干異なる。
| 種別      | 東京駅 発車時刻 | 東京駅 | 上野駅 | 大宮駅 | 熊谷駅 | 本庄早稲田駅 | 高崎駅 | 安中榛名駅 | 軽井沢駅 | 佐久平駅 | 上田駅 | 長野駅 | 飯山駅 | 上越妙高駅 | 糸魚川駅 | 黒部宇奈月温泉駅 | 富山駅 | 新高岡駅 | 金沢駅 | 小松駅 | 加賀温泉駅 | 芦原温泉駅 | 福井駅 | 越前たけふ駅 | 敦賀駅 | 終着 |
| --------- | --------------- | ------ | ------ | ------ | ------ | ------------ | ------ | ---------- | -------- | -------- | ------ | ------ | ------ | ---------- | -------- | ---------------- | ------ | -------- | ------ | ------ | ---------- | ---------- | ------ | ------------ | ------ | ---- |
| あさま    | 04分            | ●      | ●      | ●      | ●      | ●            | ●      | ○          | ●        | ●        | ●      | ◎      |        |            |          |                  |        |          |        |        |            |            |        |              |        | 長野 |
| はくたか  | 24分            | ●      | ●      | ●      | →      | →            | ●      | →          | △        | △        | △      | ◎      | ○      | ●          | ●        | ●                | ●      | ●        | ●      | ●      | ●          | ●          | ●      | ●            | ●      | 敦賀 |
| あさま◆   | 32分            | ●      | ●      | ●      | →      | →            | ●      | →          | ●        | ●        | ●      | ●      |        |            |          |                  |        |          |        |        |            |            |        |              |        | 長野 |
| かがやき◆ | 48分/52分       | ●      | ●      | ●      | →      | →            | →      | →          | →        | →        | →      | ●      | →      | →          | →        | →                | ●      | →        | ●      | △      | △          | △          | ●      | △            | ●      | 敦賀 |
| つるぎ    | (富山発)39-41分 |        |        |        |        |              |        |            |          |          |        |        |        |            |          |                  | ●      | ●        | ●      | ●      | ●          | ●          | ●      | ●            | ●      | 敦賀 |
| つるぎ    | (金沢発)47-55分 |        |        |        |        |              |        |            |          |          |        |        |        |            |          |                  |        |          | ●      | →      | →          | →          | ●      | →            | ●      | 敦賀 |

| 種別      | 始発 | 敦賀駅 | 越前たけふ駅 | 福井駅 | 芦原温泉駅 | 加賀温泉駅 | 小松駅 | 金沢駅 | 新高岡駅 | 富山駅 | 黒部宇奈月温泉駅 | 糸魚川駅 | 上越妙高駅 | 飯山駅 | 長野駅 | 上田駅 | 佐久平駅 | 軽井沢駅 | 安中榛名駅 | 高崎駅 | 本庄早稲田駅 | 熊谷駅 | 大宮駅 | 上野駅 | 東京駅 | 東京駅 到着時刻                                 |
| --------- | ---- | ------ | ------------ | ------ | ---------- | ---------- | ------ | ------ | -------- | ------ | ---------------- | -------- | ---------- | ------ | ------ | ------ | -------- | -------- | ---------- | ------ | ------------ | ------ | ------ | ------ | ------ | ----------------------------------------------- |
| あさま    | 長野 |        |              |        |            |            |        |        |          |        |                  |          |            |        | ◎      | ●      | ●        | ●        | ○          | ●      | ●            | ●      | ●      | ●      | ●      | 12分                                            |
| はくたか  | 敦賀 | ●      | ●            | ●      | ●          | ●          | ●      | ●      | ●        | ●      | ●                | ●        | ●          | ○      | ◎      | △      | △        | △        | →          | ●      | →            | →      | ●      | ●      | ●      | 12時台まで 20分 13時台から52分                  |
| あさま◆   | 長野 |        |              |        |            |            |        |        |          |        |                  |          |            |        | ●      | ●      | ●        | ●        | →          | ●      | →            | →      | ●      | ●      | ●      | 40分                                            |
| かがやき◆ | 敦賀 | ●      | △            | ●      | △          | △          | △      | ●      | →        | ●      | →                | →        | →          | →      | ●      | →      | →        | →        | →          | →      | →            | →      | ●      | ●      | ●      | 12時台まで 定期36分 臨時52分 13時台から臨時20分 |
| つるぎ    | 敦賀 | ●      | →            | ●      | →          | →          | →      | ●      |          |        |                  |          |            |        |        |        |          |          |            |        |              |        |        |        |        | (金沢着)01-02分                                 |
| つるぎ    | 敦賀 | ●      | ●            | ●      | ●          | ●          | ●      | ●      | ●        | ●      |                  |          |            |        |        |        |          |          |            |        |              |        |        |        |        | (富山着)00-07分                                 |

- ●：停車、○：一部通過、→：通過、◎：相互に接続を図る駅、△：この駅のうち0 - 3駅に停車、◆：臨時列車

### 号数の振り方
列車番号は、かがやきが3000+号数+E、それ以外の定期列車が基本的に号数+E、臨時列車が8000、9000+号数+Eである。
- かがやき
  - 東京駅 - 敦賀駅間：500 - 519号、臨時列車が520 - 549号
- はくたか
  - 東京駅 - 敦賀駅間：551 - 578号
  - 長野駅 - 金沢駅間：590・591号、臨時列車が580号（日曜日もしくは連休最終日運転）・582号（土・祝日前日運転）
  - 長野駅 - 上越妙高駅間：596・598号（上り2本のみ）
- あさま
  - 東京駅 - 長野駅間：600 - 633号、臨時列車が634 - 658号
  - 上野駅 - 長野駅間（臨時列車のみ）：664・666号（上り2本のみ）
- つるぎ
  - 富山駅 - 敦賀駅間：1 - 50号、臨時列車が79・81 - 90・92号（敦賀でのサンダーバード接続がある列車で、自由席は2両）、60 - 64号（敦賀での特急接続がなく、自由席は4両）

### 過去のダイヤパターンと停車駅

#### 2015年3月14日
2015年3月14日から2016年3月25日まで
| 種別      | 東京駅 発車時刻 | 東京駅 | 上野駅 | 大宮駅 | 熊谷駅 | 本庄早稲田駅 | 高崎駅 | 安中榛名駅 | 軽井沢駅 | 佐久平駅 | 上田駅 | 長野駅 | 飯山駅 | 上越妙高駅 | 糸魚川駅 | 黒部宇奈月温泉駅 | 富山駅 | 新高岡駅 | 金沢駅 | 終着 |
| --------- | --------------- | ------ | ------ | ------ | ------ | ------------ | ------ | ---------- | -------- | -------- | ------ | ------ | ------ | ---------- | -------- | ---------------- | ------ | -------- | ------ | ---- |
| あさま    | 08分            | ●      | ●      | ●      | ●      | ●            | ●      | ○          | ●        | ●        | ●      | ●      |        |            |          |                  |        |          |        | 長野 |
| かがやき◆ | 24分            | ●      | ●      | ●      | →      | →            | →      | →          | →        | →        | →      | ●      | →      | →          | →        | →                | ●      | →        | ●      | 金沢 |
| あさま◆   | 40分            | ●      | ●      | ●      | →      | →            | ●      | →          | ●        | ●        | ●      | ●      |        |            |          |                  |        |          |        | 長野 |
| はくたか  | 56分            | ●      | ●      | ●      | →      | →            | ●      | →          | △        | △        | △      | ●      | ○      | ●          | ●        | ●                | ●      | ●        | ●      | 金沢 |
| つるぎ    | (富山発)15分    |        |        |        |        |              |        |            |          |          |        |        |        |            |          |                  | ●      | ●        | ●      | 金沢 |

| 種別      | 始発 | 金沢駅 | 新高岡駅 | 富山駅 | 黒部宇奈月温泉駅 | 糸魚川駅 | 上越妙高駅 | 飯山駅 | 長野駅 | 上田駅 | 佐久平駅 | 軽井沢駅 | 安中榛名駅 | 高崎駅 | 本庄早稲田駅 | 熊谷駅 | 大宮駅 | 上野駅 | 東京駅 | 東京駅 到着時刻 |
| --------- | ---- | ------ | -------- | ------ | ---------------- | -------- | ---------- | ------ | ------ | ------ | -------- | -------- | ---------- | ------ | ------------ | ------ | ------ | ------ | ------ | --------------- |
| あさま◆   | 長野 |        |          |        |                  |          |            |        | ●      | ●      | ●        | ●        | →          | ●      | →            | →      | ●      | ●      | ●      | 12分            |
| はくたか  | 金沢 | ●      | ●        | ●      | ●                | ●        | ●          | ○      | ●      | △      | △        | △        | →          | ●      | →            | →      | ●      | ●      | ●      | 28分            |
| かがやき◆ | 金沢 | ●      | →        | ●      | →                | →        | →          | →      | ●      | →      | →        | →        | →          | →      | →            | →      | ●      | ●      | ●      | 44分            |
| あさま    | 長野 |        |          |        |                  |          |            |        | ●      | ●      | ●        | ●        | ○          | ●      | ●            | ●      | ●      | ●      | ●      | 56分            |
| つるぎ    | 金沢 | ●      | ●        | ●      |                  |          |            |        |        |        |          |          |            |        |              |        |        |        |        | (富山着)29分    |

- ●：停車、○：一部通過、→：通過、△：この駅のうち0 - 3駅に停車、◆：臨時列車

#### 2016年3月26日
2016年3月26日から2024年3月15日まで
| 種別      | 東京駅 発車時刻 | 東京駅 | 上野駅 | 大宮駅 | 熊谷駅 | 本庄早稲田駅 | 高崎駅 | 安中榛名駅 | 軽井沢駅 | 佐久平駅 | 上田駅 | 長野駅 | 飯山駅 | 上越妙高駅 | 糸魚川駅 | 黒部宇奈月温泉駅 | 富山駅 | 新高岡駅 | 金沢駅 | 終着 |
| --------- | --------------- | ------ | ------ | ------ | ------ | ------------ | ------ | ---------- | -------- | -------- | ------ | ------ | ------ | ---------- | -------- | ---------------- | ------ | -------- | ------ | ---- |
| あさま    | 04分            | ●      | ●      | ●      | ●      | ●            | ●      | ○          | ●        | ●        | ●      | ◎      |        |            |          |                  |        |          |        | 長野 |
| はくたか  | 24分            | ●      | ●      | ●      | →      | →            | ●      | →          | △        | △        | △      | ◎      | ○      | ●          | ●        | ●                | ●      | ●        | ●      | 金沢 |
| あさま◆   | 32分            | ●      | ●      | ●      | →      | →            | ●      | →          | ●        | ●        | ●      | ●      |        |            |          |                  |        |          |        | 長野 |
| かがやき◆ | 52分            | ●      | ●      | ●      | →      | →            | →      | →          | →        | →        | →      | ●      | →      | →          | →        | →                | ●      | →        | ●      | 金沢 |
| つるぎ    | (富山発)17分    |        |        |        |        |              |        |            |          |          |        |        |        |            |          |                  | ●      | ●        | ●      | 金沢 |

| 種別      | 始発 | 金沢駅 | 新高岡駅 | 富山駅 | 黒部宇奈月温泉駅 | 糸魚川駅 | 上越妙高駅 | 飯山駅 | 長野駅 | 上田駅 | 佐久平駅 | 軽井沢駅 | 安中榛名駅 | 高崎駅 | 本庄早稲田駅 | 熊谷駅 | 大宮駅 | 上野駅 | 東京駅 | 東京駅 到着時刻 |
| --------- | ---- | ------ | -------- | ------ | ---------------- | -------- | ---------- | ------ | ------ | ------ | -------- | -------- | ---------- | ------ | ------------ | ------ | ------ | ------ | ------ | --------------- |
| あさま    | 長野 |        |          |        |                  |          |            |        | ◎      | ●      | ●        | ●        | ○          | ●      | ●            | ●      | ●      | ●      | ●      | 12分            |
| かがやき◆ | 金沢 | ●      | →        | ●      | →                | →        | →          | →      | ●      | →      | →        | →        | →          | →      | →            | →      | ●      | ●      | ●      | 20分            |
| あさま◆   | 長野 |        |          |        |                  |          |            |        | ●      | ●      | ●        | ●        | →          | ●      | →            | →      | ●      | ●      | ●      | 40分            |
| はくたか  | 金沢 | ●      | ●        | ●      | ●                | ●        | ●          | ○      | ◎      | △      | △        | △        | →          | ●      | →            | →      | ●      | ●      | ●      | 52分            |
| つるぎ    | 金沢 | ●      | ●        | ●      |                  |          |            |        |        |        |          |          |            |        |              |        |        |        |        | (富山着)51分    |

- ●：停車、○：一部通過、→：通過、◎：相互に接続を図る駅、△：この駅のうち0 - 3駅に停車、◆：臨時列車

## 車両
長野新幹線時代の2005年からJR東日本管内の新幹線路線に先駆けて全面禁煙化に踏み切っている。金沢延伸後も喫煙車の設定はなく、喫煙スペースを設けた車両も存在しない。

### 現用車両

#### 営業車両
- E7系 - F3-6・9・11-13・15・17・19-47編成、12両編成（JR東日本所有）[20]。金沢延伸開業前から先行投入されていた。
- W7系 - W1・3-6・8-24編成、12両編成（JR西日本所有）[20]。
E7系とW7系は両者の区別なく共通運用となっており、設備なども同一仕様とされている。

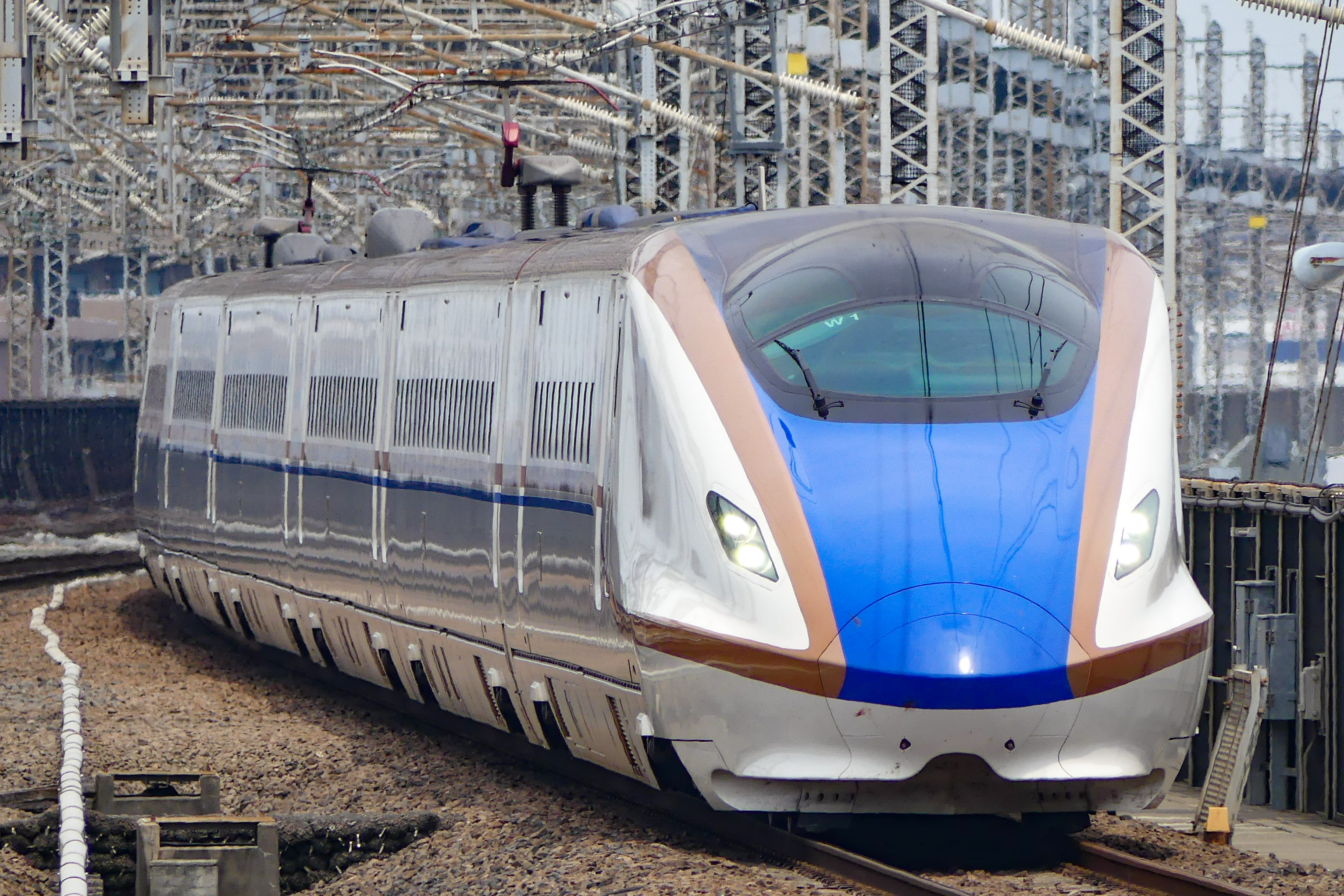
W7系

#### 事業用車両
- E926形 (East i) - S51編成、電気・軌道総合試験車（JR東日本所有）。長野駅 - 金沢駅間および金沢駅 - 敦賀駅間の完成後の初乗り入れとなる試運転にも使用された。

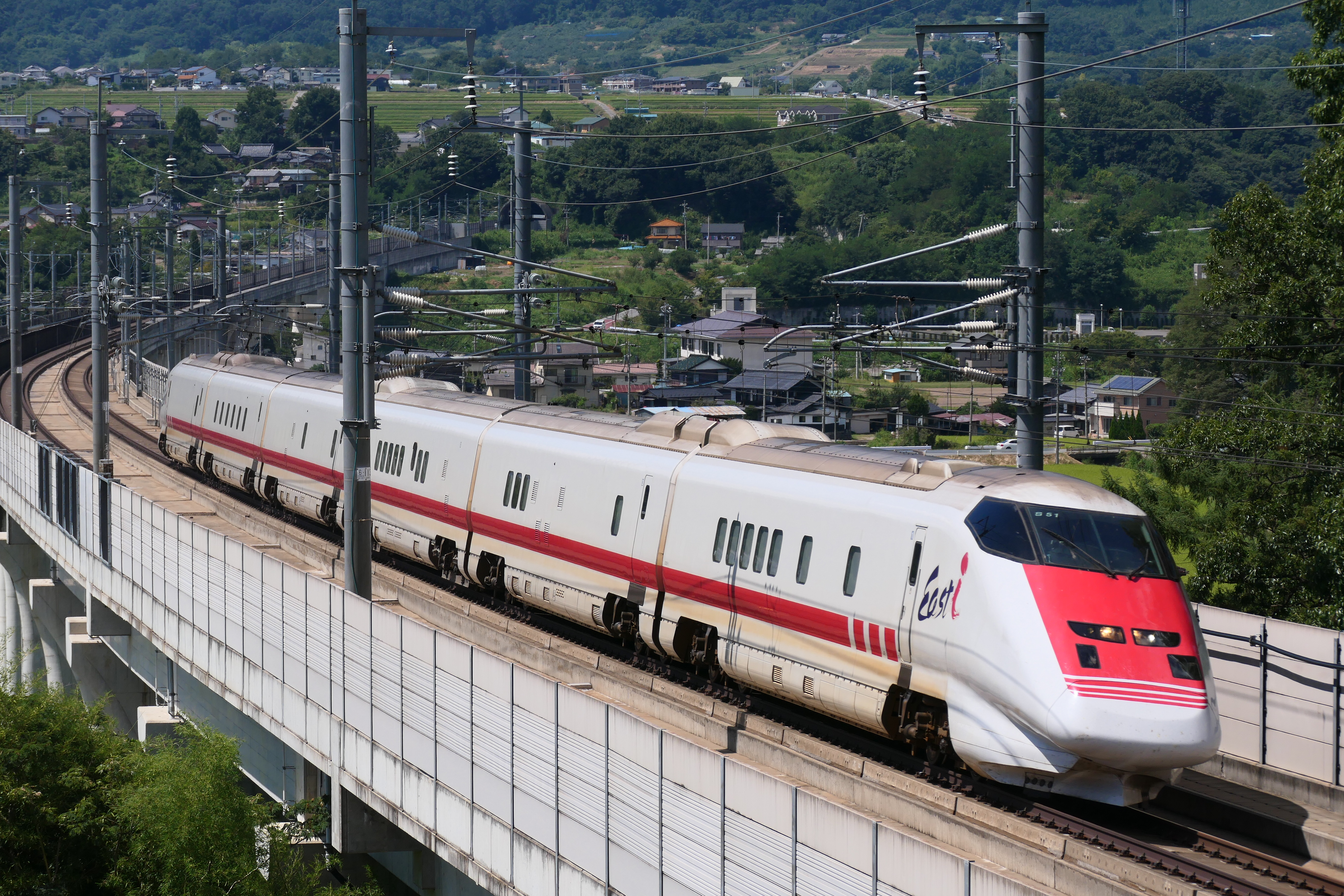
E926形「East i」

### 過去の車両
- 200系 - 長野新幹線時代に臨時列車として、60Hz対応と30‰下り坂急勾配用に強化された発電ブレーキと基礎ディスクブレーキを施したF80編成が入線。
- E4系 - P編成、2階建て8両編成。長野新幹線時代に60Hz対応と、下り坂急勾配用に動力車付随車ともブレーキを強化した編成が臨時列車で使用。
- E2系
  - J編成 - 長野新幹線時代に1000番台の量産車に準じた塗装色変更と10両編成化の前に乗り入れ。N編成とは共通運用であった。開業前の長野駅 - 黒部宇奈月温泉駅間の試運転ではJ5・J6編成が充当された実績もある。
  - N編成、8両編成（JR東日本所有） - 「あさま」用の編成で、東京駅 - 高崎駅 - 長野駅間のみで使用された。2016年3月26日改正で定期運用を終了。以降は臨時列車のみに運用されたが[新聞 4]、2017年3月31日をもって運用を終了した[21]。
- 925形（ドクターイエロー） - S1・2編成。電気・信号検測車。急勾配・60Hz対応改造が施され2002年のE926形の運用開始まで検測を担当した。検測時は必ず後述の921-32を連結して運行された。高崎駅 - 長野駅間の完成後の初乗り入れに使用された。
  - 921-32。軌道検測車。従来の3台車式の軌道検測車では軸重の関係で入線が困難なことから、日本初のレーザー測定式軌道検測車として、1997年に200系中間車の改造により導入。

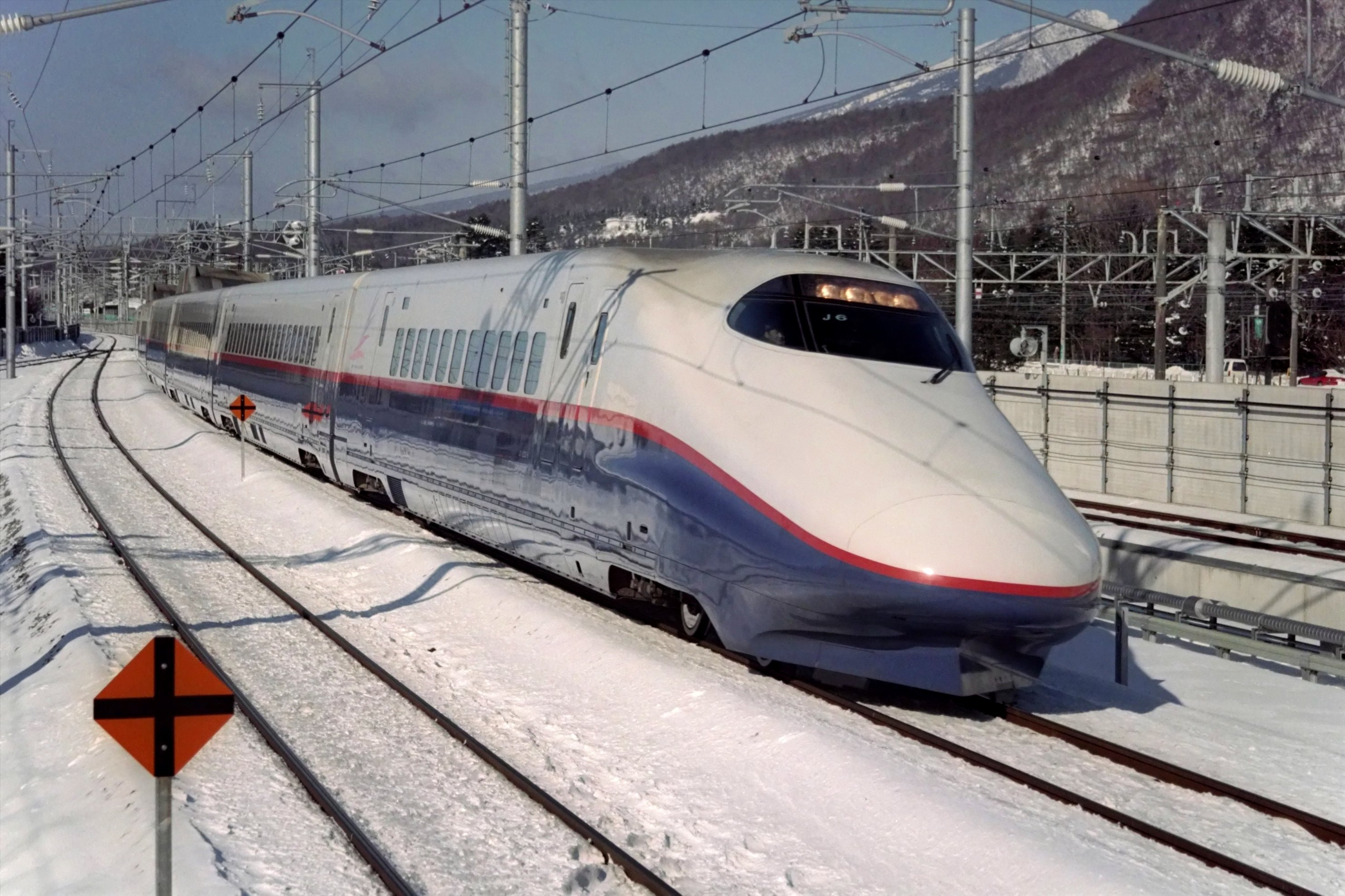
E2系J編成の「あさま」 （1998年2月18日 軽井沢駅）
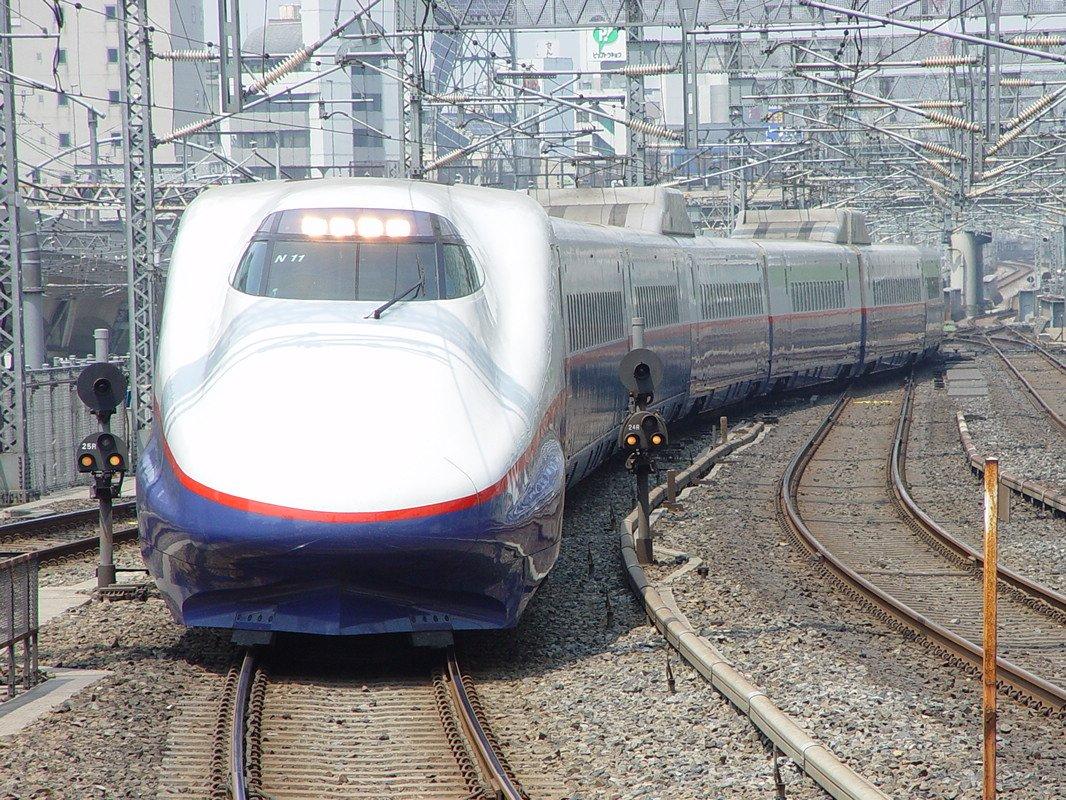
E2系（N編成 2002年6月1日 東京駅）
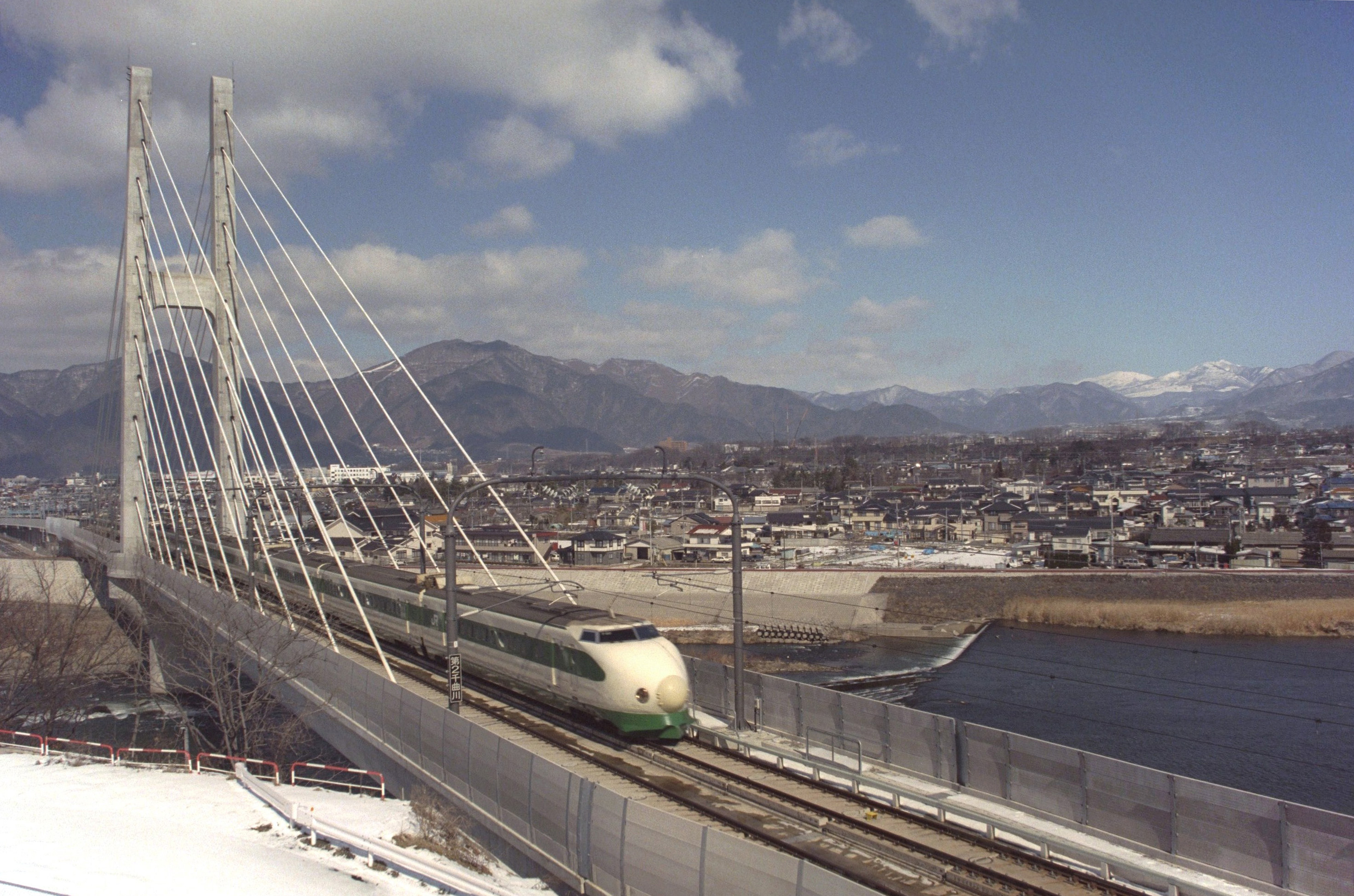
長野新幹線を走る200系F80編成 （1998年2月18日 第二千曲川橋梁）

## 運賃と特急料金
運賃は営業キロに基づいて算出する。東京駅 - 高崎駅間の営業キロは、並行する東北本線（東京駅 - 大宮駅間）・高崎線（大宮駅 - 高崎駅間）と同一となっている。高崎駅以西については並行するJRの路線が存在しないため、実キロ（新幹線での実際の距離）が用いられている。
特急料金は、「三角表」と称するものにより各駅間個別に定められている。一方、この各駅間の特急料金は当該区間の営業キロに基づいて算出されたものである。基本的には他の新幹線と同様であるが、会社間をまたぐ（上越妙高駅を挟む）場合に定額（詳細後述）を加算している。『中日新聞』の取材でJR西日本は、「2社での共同運行になるため運賃システムの改修が必要になり、九州新幹線など既存の新幹線と比べ早い時期の認可申請になった」と答えている。2019年10月1日改定の営業キロに対応する特急料金、およびその他の特定の区間の特急料金は以下のとおり、以下のとおりとなる。
| 営業キロ・区間 | 営業キロ・区間        | 特急料金（円） | 特急料金（円） |
| 営業キロ・区間 | 営業キロ・区間        | 自由席         | 指定席         |
| -------------- | --------------------- | -------------- | -------------- |
| 100キロ以下    | 越前たけふ駅 - 敦賀駅 | 880            | 1,410          |
| 100キロ以下    | 上記以外の隣接駅間    | 880            | 2,400          |
| 100キロ以下    | 上記以外              | 1,870          | 2,400          |
| 101 - 200キロ  | 101 - 200キロ         | 2,640          | 3,170          |
| 201 - 300キロ  | 201 - 300キロ         | 3,530          | 4,060          |

| 営業キロ・区間 | 営業キロ・区間               | 特急料金（円） | 特急料金（円） |
| 営業キロ・区間 | 営業キロ・区間               | 自由席         | 指定席         |
| -------------- | ---------------------------- | -------------- | -------------- |
| 100キロ以下    | 100キロ以下                  | 2,540          | 3,070          |
| 101 - 200キロ  | 飯山駅・糸魚川駅発着         | 3,300          | 3,830          |
| 101 - 200キロ  | 上記以外                     | 3,630          | 4,160          |
| 201 - 300キロ  | 飯山駅・糸魚川駅発着         | 4,200          | 4,730          |
| 201 - 300キロ  | 長野駅・黒部宇奈月温泉駅発着 | 4,520          | 5,050          |
| 201 - 300キロ  | 上記以外                     | 4,860          | 5,390          |
| 301 - 400キロ  | 糸魚川駅発着                 | 4,960          | 5,490          |
| 301 - 400キロ  | 飯山駅 - 敦賀駅              | 4,970          | 5,500          |
| 301 - 400キロ  | 長野駅・黒部宇奈月温泉駅発着 | 5,290          | 5,820          |
| 301 - 400キロ  | 上記以外                     | 5,620          | 6,150          |
| 401 - 500キロ  | 401 - 500キロ                | 6,160          | 6,690          |
| 501 - 600キロ  | 501 - 600キロ                | 6,490          | 7,020          |

2024年3月16日開業の金沢駅 - 敦賀駅間を含む営業キロに対する特急料金、およびその他の特定の区間の特急料金は2023年12月14日に認可された。
- 東京駅と大宮駅以北の各駅との間の特急料金は、東京駅発着の営業キロは使用せず、上野駅発着の営業キロで算出した特急料金に210円を加算した額となっている。
- 特急料金（指定席）は、閑散期は一律200円引き、繁忙期は一律200円増し、最繁忙期は一律400円増し。自由席は通年で同額。
- グリーン車を利用する場合には、乗車日に適用される普通車指定席の特急料金から530円を引き、利用区間に応じたグリーン料金を加算した金額となる。「グリーン料金」を参照。
- グランクラスを利用する場合には、乗車日に適用される普通車指定席の特急料金から530円を引き、利用区間に応じたグランクラス料金を加算した金額となる。「グランクラス料金」を参照。
- 「かがやき」の立席特急券料金は自由席特急料金と同額（ただし特定特急券区間は1,870円）。
- 新幹線定期乗車券については、JR東日本・JR西日本の両社にかかる区間（上越妙高駅をまたぐ区間）は発売されない[新聞 6]。
- 上越妙高駅を挟む場合の料金設定の考え方としては以下のとおり[22]。
  - 上越妙高駅の隣の駅（飯山駅・糸魚川駅）を発着する場合：営業キロに基づく特急料金に650円（2014年認可時点、現：660-670円）を加算
  - 上越妙高駅の2つ隣の駅（長野駅・黒部宇奈月温泉駅）を発着する場合：営業キロに基づく特急料金に970円（同990-1000円）を加算
  - 上記以外：営業キロに基づく特急料金に1300円（同1330円）を加算
- 富山駅 - 越前たけふ駅間の各駅発着の場合で敦賀駅で改札を出ずに「サンダーバード」「しらさぎ」[注 18]と乗り継ぐ場合は、新幹線特急料金と在来線特急料金をそれぞれ1割引し、10円未満を切り捨てた上で合算し、1列車分の指定料金を加算することになる[27]。ただし、近江今津駅・長浜駅 - 新高岡駅・富山駅発着の場合は、これに200円を加算する[28]。

北陸新幹線は、JR東日本のえきねっとおよびJR西日本のe5489いずれの予約サービスにおいても、全区間での利用及び全駅のJR窓口等でのきっぷ受け取りに対応している。JR西日本も山陽新幹線において導入しているエクスプレス予約については、北陸新幹線ではJR西日本管内の区間も含め利用対象外となっている。

## 乗務員

### 運転要員
東京駅 - 長野駅間はJR東日本長野統括センター（一部の列車は東京新幹線運輸区の運転要員が担当）、長野駅 - 敦賀駅間はJR西日本金沢新幹線列車区 及び 敦賀新幹線列車区の運転要員（運転士、車掌）がそれぞれ担当しており、管轄境界駅である上越妙高駅ではなく長野駅でJR東日本とJR西日本の乗務員が交代する。これは上越妙高駅に「かがやき」が停車しないため、JR東日本とJR西日本の両社が乗務員を効率的に運用できるよう、敢えて「かがやき」「はくたか」の全列車が停車する長野駅を交代駅と定めたものである。そのため、長野駅 - 上越妙高駅間は新幹線唯一の他社乗務員による運転区間となる。

### 客室乗務員
車内販売ならびにグランクラスアテンダントはJR東日本サービスクリエーション (J-Creation) 金沢列車営業支店及び東京列車営業支店が担当しており、東京駅 - 敦賀駅間は通し乗務となる。ただし、「あさま」・「つるぎ」の車内販売は非営業、「あさま」・「はくたか」・「つるぎ」はグランクラスがシートのみの営業となっており、「かがやき」・「はくたか」の臨時列車・一部の定期列車・一部営業列車の金沢駅ー敦賀駅間は車内販売は非営業である。
2019年5月1日以降は「かがやき」「はくたか」共に臨時列車での車内販売を終了する。同年7月1日以降はホットコーヒーや弁当、軽食類、デザート類、土産類、雑貨類の販売を終了して「ソフトドリンク類（ペットボトル）、菓子類、アルコール類、つまみ類」のみの販売となる。
その後一部列車にてホットコーヒー・アイスクリーム等の販売を再開している。

## 主要技術

### 異周波数対応

北陸新幹線沿線の商用電源周波数は、群馬県内は50 Hz、長野県内は60 Hz、新潟県内は50 Hz、富山・石川・福井県内は60 Hzとなっている。営業中の新幹線路線で異周波数接続が存在する路線は北陸新幹線が唯一である。異なる周波数の電流が混触すると大電流が流れるおそれがあるため、電気的な絶縁を保ちつつ変電所間での電源系統の切替を行うために、新軽井沢き電区分所(SP)、新高田SP、新糸魚川SPに周波数切替セクションが設けられている。列車の通過に連動して自動的にき電を切り替えるため、新幹線車両はこれらのセクションを力行したまま通過できる。高崎駅 - 軽井沢駅 - 新軽井沢SP間が50 Hz、新軽井沢SP - 佐久平駅 - 上越妙高駅 - 新高田SP間が60 Hz、新高田SP - 糸魚川駅 - 新糸魚川SP間が50 Hz、新糸魚川SP - 黒部宇奈月温泉駅 - 金沢駅 - 敦賀駅間が60 Hzとなっている。
また、新幹線の保安装置であるATC（自動列車制御装置）では、異周波数電源が突き合わされるSP付近において異周波妨害が起こる。そのため1997年の長野開業時には異周波妨害対策法を開発することで50 Hzと60 Hzの両周波数に対応し、当時東北・上越新幹線で用いられていたアナログATC（ATD-1D）と互換性を持つアナログATC（ATC-HS型、HS-ATC）が導入された。その後東北・上越新幹線で導入が進められたデジタルATC（DS-ATC）は電源周波数が50 Hz用であったため、金沢開業を前に新たに60 Hz対応のDS-ATCが開発され、北陸新幹線に導入された。
新潟県内の50 Hzき電を担う新上越変電所の異常時には、隣接する変電所からの救済き電により、新高田SS - 新糸魚川SS間を60 Hzき電に切り替えることが可能である。そのため、この区間では50 Hzと60 Hzの両対応のATC装置や電気設備が設けられており、周波数に応じて切り替える構成になっている。

### 冬季対策設備
北陸新幹線の経由する上信越・北陸地方は日本でも有数の豪雪地帯であり、冬季においても安定輸送を維持するための対策を施す必要がある。1985年（昭和60年）12月に高崎 - 小松間の認可申請が行われると、北陸新幹線の雪害対策の検討が開始された。既設新幹線においては、比較的降雪量が少ない東北新幹線盛岡以南では貯雪方式が、降雪量が多い上越新幹線では散水消雪方式が採用されていた。しかし、散水消雪方式の導入には多額の費用が必要である。在来線で行われている機械除雪は安価であるが、人家に近接する場所や道路との交差箇所での雪捨て場の確保の問題がある。整備新幹線においては建設費の低減が求められており、沿線の気候条件に適した様々な技術を開発する必要があった。
1986年度に、北陸新幹線の建設主体であった鉄道公団は、北陸新幹線沿線の雪質および雪量に対応した貯雪量の多い貯雪式高架橋の実物大試験を行った。モデル高架橋は北陸新幹線沿線の富山市に近い富山県大沢野町舟倉地先に設置された。積雪深120 cmと170 cmの試験設備が設けられ、新幹線のスノープラウによる排雪を再現した実験が行われた。
さらに、鉄道公団と新日本製鐵は新たな対策方法として、温水が流れるパイプを設置したパネルによって雪を融かす消雪パネルの開発を行った。そして1987年度から1989年度まで飯山市の消雪試験場で試験を実施した。その後、「運輸省案」に基づき長野 - 軽井沢間を優先して着工する方針が示されたことで、北陸新幹線向けの試験はいったん終了したが、同時期に高速化が決定した北越北線の一部区間において、鉄道として初めて消雪パネルを導入することが決定した。
ハード面での対策としては沿線の積雪状況や周辺地形を踏まえて、区間ごとに様々な対策が取られている。飯山駅 - 敦賀駅間では雪害対策のためホーム全体が屋根で覆われている。

北陸新幹線沿線の豪雪地帯

JR東日本管内のうち比較的積雪量が少ない長野までの区間では高架橋の軌道下の路盤コンクリートを高くし、線路の両脇に雪を貯める貯雪方式を採用している。降雪量の多い区間ではスプリンクラーによる散水消雪方式が採用されている。飯山エリアでは、東北新幹線で実績があり、厳冬期に早期散水が可能となるよう予め送水本管内に温水を循環させておく「循環方式」を採用している。一方、上越エリアでは、上越新幹線で実績があり、散水終了後に送水本管内の水抜きを行うことで凍結を防止する「水抜き方式」を採用している。新規導入設備としてはトンネル緩衝口端部より5 m幅で散水するトンネル雪庇散水や、下り線側の保守用斜路への散水消雪設備が導入された。
JR西日本管内では、沿線に水源を確保できる場合はスプリンクラーによる散水消雪を採用し、困難な場合には高架橋の軌道下の路盤コンクリートを高くし、線路の両脇に雪を貯める貯雪方式を採用している。比較的降雪量の多い区間では、高架橋内の降雪を減らすための雪覆いを設けた半雪覆式貯雪型高架橋が採用されている。貯雪可能な量を超える積雪が予想される糸魚川 - 富山間の黒部地区では、夜間にロータリーモーターカーで雪を高架下に投下できる側方開床式貯雪型高架橋が採用されている。しかし、道路などがあり高架下への投雪が困難な区間では、高架橋を拡幅して貯雪量を増やした閉床式貯雪型高架橋（拡幅型）、拡幅も困難な場合は高架橋のケーブルダクト上に加温した不凍液を循環させる温水パネルを設置して融雪するなど、周辺環境に合わせた対策を行っている。トンネル間の短い明かり区間にはスノーシェルターを設けることで高架橋への積雪を防止している。
ソフト面での対策としては、台車からの落雪により地上設備が破損することを防ぐため、東京方面へ直通する列車に対して、糸魚川駅上りホームにおいて雪落とし作業を行っている。雪落とし作業の要否については前日の降雪予報と経験によって判断されていたが、実際には着雪量が少ないため作業が不要である事例が生じていた。そこでJR西日本は人工知能 (AI) を用いて沿線の気象状況などから着雪量の推定を行い、雪落とし作業の要否判断を支援するツールの導入を検討した。着雪量推定モデル作成にあたってはオープンコンペティション方式を活用した。そのうち上位3件のモデルをもとに雪落とし作業の要否判断を支援するツールを開発し、実際の業務に導入している。さらに、画像分析AIによって営業列車の着雪量を測定することで、毎年冬に着雪量推定モデルの再学習が可能となり、さらなる精度向上が期待される。雪落とし作業は金沢駅および白山総合車両所でも行っている。
上越妙高 - 富山間、富山 - 金沢間のうち、気象条件によって夜間に架線へ雪氷が付着する可能性がある区間について、雪氷を除去するために始発列車前に110 km/h以下の回送列車（雪払い列車）を運行している。また、北陸新幹線では列車本数が少なく、激しい降雪の場合に列車間合いにおいて運転中止基準（積雪量レール面上31 cm）に達すると予想される場合、排雪列車として臨時回送列車を設定する。開業後、実際に4本の排雪列車を運転し、運転中止を回避している。
2018年1月から2月にかけての大雪により、北陸地方では交通網に大きな影響が生じた。1月下旬、大雪による道路通行止めの影響で、係員が新高岡 - 金沢間の除雪基地にたどり着けない事態が発生した。この時は他の区間から除雪車を手配することができたが、夜間の除雪作業ができないことは翌日の新幹線の運行に大きな影響を及ぼす。そこで、同様の事態が再び起きた場合に備えて、回送列車を用いて除雪基地付近まで係員を移動させる案が検討され、同年2月上旬には実際に行われた。
さらに、開業以来実施されたことはないが、高架橋外への投雪が困難な富山 - 金沢間において上下線で運転中止となるほどの降雪が生じた場合、単線運転を行うことが可能になっている。単線運転時には下り線を投雪スペースとして除雪車による除雪を行った後、上り線のみを使用する。保安装置については通常のDS-ATCではなく代用のRS-ATCを使用し、最高速度110 km/h以下で運転することになる。
金沢駅 - 敦賀駅間では、石川県能美郡川北町と福井県あわら市伊井の2か所に除雪基地が設けられ、冬季は基地内に格納した除雪車が必要に応じて出動することになっている。

### 地震対策
1975年から国鉄において、地震波のP波から地震の規模や位置を推定するアルゴリズム（早期検知アルゴリズム）の研究が行われ、世界初のP波警報システムである「ユレダス (Urgent Earthquake Detection and Alarm System)」の開発が進められた。ユレダスは1992年に東海道新幹線で導入が開始され、1998年には北陸新幹線の高崎駅 - 長野駅間においても導入された。ユレダス導入によってP波およびS波の2種類の警報判定が可能になり、S波到達より早く新幹線の停止信号を送ることが可能になった。
その後、最新の観測技術や高速ネットワークに対応し、早期探知アルゴリズムを改良した「早期地震防災システム」が開発された。
2004年に発生した新潟県中越地震による上越新幹線脱線事故を受けて、新幹線車両が地震などにより脱線した場合でも、車両がレールから大きく逸脱することを防止する「車両逸脱防止L型ガイド」を開発し、2008年度上期までに全ての新幹線車両に設置を完了した。さらにレールの転倒や大幅な移動を防ぎ、L型車両ガイドが有効に機能するよう、スラブ軌道用やバラスト軌道用などの「レール転倒防止装置」を開発し、敷設工事が進められている。

## 沿革

### 構想から整備計画の決定
1965年（昭和40年）9月26日、金沢市の石川県体育館で「1日内閣」が開催された。これは後年に言うタウンミーティングのようなもので、現職閣僚が地方へ出向いて実情を聞く公聴会であった。当時内閣総理大臣を務めていた佐藤栄作も出席したこの公聴会において、富山県代表の公述人である岩川毅（中越パルプ工業創業者・当時の砺波商工会議所会頭）は、政府に対して東京を起点とし松本、立山連峰を貫通して富山、金沢を経由して大阪に至る「北陸新幹線」の建設を求めた。この提案に、鉄道官僚出身の佐藤も興味を示した。「1日内閣」での新幹線構想の発表により、北陸地方では新幹線誘致の機運が高まっていった。
1967年（昭和42年）7月には、北陸三県商工会議所会頭会議において、北陸新幹線の実現を目指すことが決議された。その後、同年12月8日に「北回り新幹線建設促進同盟会」が発足した。これは、北陸地方の活性化と将来逼迫する東海道新幹線の代替交通機関を目的としていた。1969年（昭和44年）5月30日に「新全国総合開発計画」が閣議決定された。この中で主要開発事業の構想として「北陸地方を首都圏および近畿圏と結ぶ北回り新幹線鉄道の建設を進めるとともに」と現在の北陸新幹線に相当する新幹線鉄道の建設構想が盛り込まれた。
1970年（昭和45年）に全国新幹線鉄道整備法（以下「全幹法」）が公布された。この法律により、逼迫する幹線の輸送力増強を目的とした東海道・山陽新幹線と異なり、経済発展や地域の振興を目的に新幹線が建設された。1972年（昭和47年）6月29日に基本計画が決定、7月3日に全幹法第5条第1項の規定による「建設を開始すべき新幹線鉄道の路線を定める基本計画」（昭和47年運輸省告示第243号）により北海道新幹線（青森市 - 札幌市）、北陸新幹線（東京都 - 大阪市）、九州新幹線（福岡市 - 鹿児島市）の3路線の基本計画が告示された。この基本計画において北陸新幹線は、東京都を起点に長野市附近、富山市附近を主要な経過地として大阪市を終点とすることが示された。整備計画決定を受けて「北回り新幹線建設促進同盟会」は1972年7月に「北陸新幹線建設促進同盟会」と改称した。
翌年の1973年（昭和48年）11月13日には前述の3路線に加え、東北新幹線（盛岡市 - 青森市）、九州新幹線（福岡市 - 長崎市）を含む5路線（いわゆる整備新幹線）の整備計画が決定された。北陸新幹線は主要な経過地として「長野市附近、富山市附近、小浜市附近」が示され、その他「東京都・高崎市間は上越新幹線を共用する。」とされ、建設主体は日本鉄道建設公団とされた。

### ルート選定
高崎 - 長野間のルートでは、高崎 - 長野間をほぼ最短距離で結ぶ鳥居峠経由の「長野原ルート」と信越本線に沿って結ぶ「信越本線沿いルート」が考案された。その後の地質調査の結果、「長野原ルート」では活火山である草津白根山に長大トンネルを建設する必要があり、施工はほとんど不可能であるとされた。そのため、距離は長くなるが沿線人口や利用客の多い「信越本線沿いルート」が採用された。
高崎 - 軽井沢間の標高差は約840 mあり、信越本線は横川駅 - 軽井沢駅間に存在する碓氷峠を66.7 ‰の勾配で通過していた。当時の新幹線規格であった12 ‰勾配で建設するためには延長70 kmの路線を建設して峠を大きく迂回しなければならず、工費や所要時間の拡大につながる。そこで、公団は高崎から左に進み松井田駅上空を橋で通過し、物見山の下をトンネルで抜け、佐久方面に抜ける南回りのルート案を検討したが、当時年間80万人もの観光客を有する軽井沢駅を経由しないため、運営主体となる国鉄から難色を示された。その後、高崎駅を出てすぐ登り始めて30 ‰の勾配で軽井沢へ向かい、中間に途中駅を設けられるよう1 km程度の水平部分を設けるルートが検討された。その後、公団や国鉄内部で車両工学の面からも検討が重ねられた後、1984年（昭和59年）3月20日に北陸新幹線高崎 - 長野間のルートを公表し、環境影響評価を開始した。
長野 - 富山間については途中の経由地が明示されず、国鉄は1975年（昭和50年）頃に北アルプス（飛騨山脈）の直下をトンネルで貫通する短距離ルートの建設も検討したが、火山地域のため高熱となる岩盤や最大2000mに達する「土被り」（地表からトンネルまでの距離）で生じる大量の湧水や「山はね」（岩盤破壊）に耐えながら全長約70 kmに及ぶ超長大トンネルを建設するのは困難として、信越本線や北陸本線に沿って新潟県上越市などを経由する従来のルートでの建設が決定された。

### 建設の凍結と運輸省案による整備方針
国鉄の経営悪化などを背景に1982年（昭和57年）9月の臨時行政調査会の基本答申に沿って、北陸新幹線を含む整備新幹線計画を当面見合わせる閣議決定がなされた。
1985年（昭和60年）12月に、高崎 - 小松間の認可申請が行われた。国鉄改革や行財政改革の進展、沿線地域の建設促進への強い要望などを背景に、1987年（昭和62年）1月に整備新幹線建設の凍結解除が閣議決定され、北陸新幹線の建設に道が開かれた。同年4月に国鉄が分割民営化され、北陸新幹線については東日本旅客鉄道（JR東日本）が高崎市 - 上越市、西日本旅客鉄道（JR西日本）が上越市 - 大阪市の営業主体とされた。

北陸新幹線の運輸省案

しかし、建設費を削減するため、いわゆる「運輸省案」が考案され、北陸区間については以下の案が検討された。上野 - 長野間では高崎 - 軽井沢間に標準軌新線を建設し、軽井沢 - 長野間 に狭軌に加え標準軌を導入する新幹線直通線化（ミニ新幹線化）をすることで上野 - 長野間でミニ新幹線車両による直通運転を行い、所要時間を2時間44分から1時間52分に短縮するとした。上野 - 富山・金沢間は東京のほかに大阪や名古屋や新潟との旅客流動も大きいことから、糸魚川 - 魚津間および高岡 - 金沢間に、新幹線と同じ規格の新線を建設するが当面狭軌を敷設して北陸本線と直通運転を行う新幹線鉄道規格新線（スーパー特急方式）による整備を行うとされた。また、越後湯沢駅で上越新幹線と接続し、当時建設中であった北越北線（現 北越急行ほくほく線）を高速化し、これを経由して富山、金沢までを最高速度160 km/hで結ぶスーパー特急を運行するとされた。これにより上野 - 富山間は3時間26分から2時間48分に、上野 - 金沢間は4時間10分から3時間17分に短縮されるとした。
- 北陸区間の「運輸省案」[67]
  - 高崎 - 軽井沢間：標準軌新線
  - 軽井沢 - 長野間：新幹線直通線
  - 糸魚川 - 魚津間：新幹線鉄道規格新線
  - 高岡 - 金沢間：新幹線鉄道規格新線
  - （北越北線：高速化）北越北線の建設および高速化は全幹法によるものではない。

1988年（昭和63年）8月31日の「整備新幹線の取扱いについて」において整備新幹線着工優先順位が示され、1(i)として北陸新幹線高崎 - 軽井沢間の標準軌新線、なお軽井沢 - 長野間の取扱いは1998年冬季五輪の開催地決定を考慮して3年以内に結論を出す。1(ii)として高岡 - 金沢間の新幹線規格新線。2として東北新幹線。3として九州新幹線。4として糸魚川 - 魚津間の新幹線規格新線とされた。
1989年（平成元年）1月17日の政府与党申合わせにおいて、整備新幹線の建設主体などなどが示された。整備新幹線の事業費はJR、国、沿線の地方自治体の負担とすること。建設主体は日本鉄道建設公団とし、建設した鉄道施設を公団がJRに有償で貸し付けること。北陸新幹線高崎 - 軽井沢間を平成元年度から本格的に着工すること、あわせて難工事推進事業として3トンネルについても平成元年度中に着手すること。並行在来線である信越本線横川駅 - 軽井沢間については、適切な代替交通手段を検討し、その導入を図ったうえで開業時に廃止することとし、そのために関係者間で協議するとされた。

### 高崎 - 長野間の建設・開業

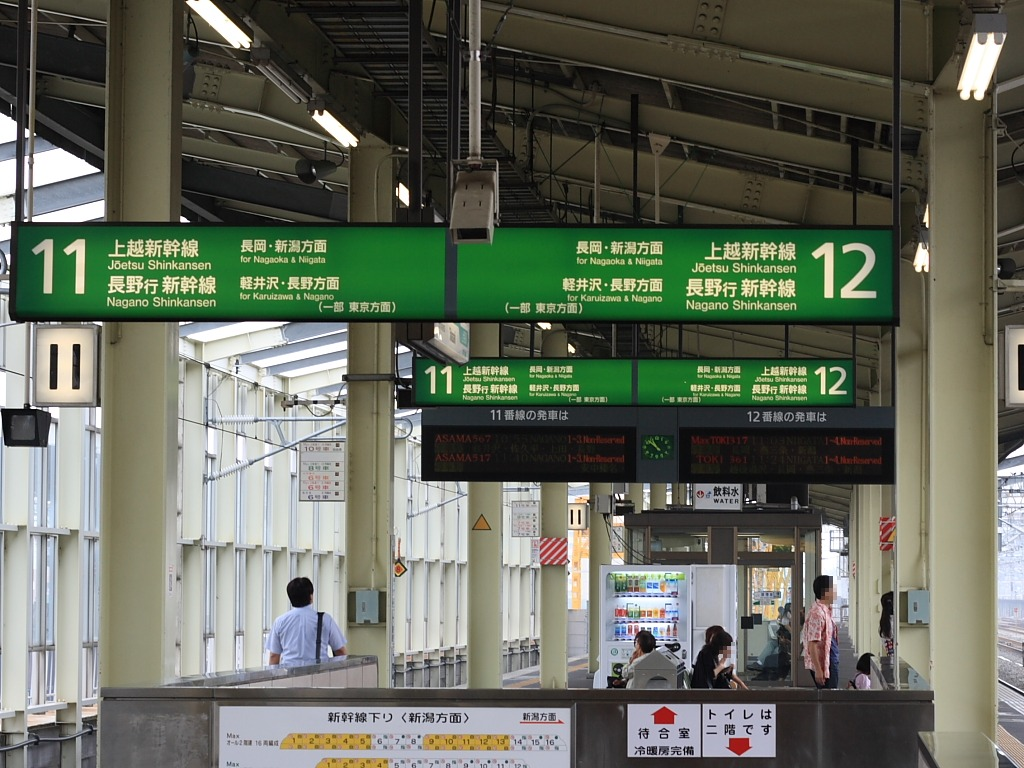
「長野行新幹線」表記が残っていた高崎駅新幹線ホーム（2007年7月21日撮影）

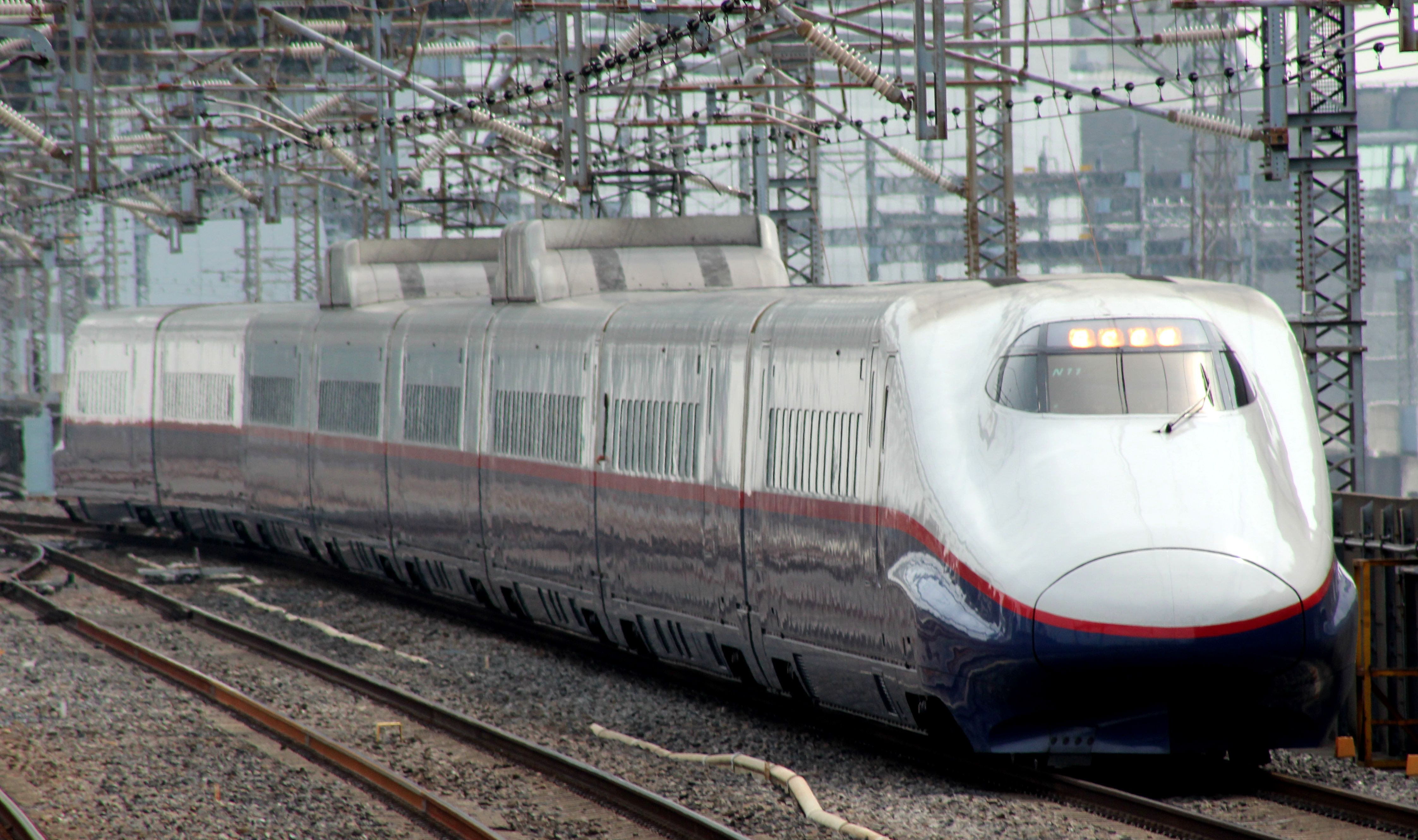
長野新幹線（高崎 - 長野間）で運行されていたE2系。

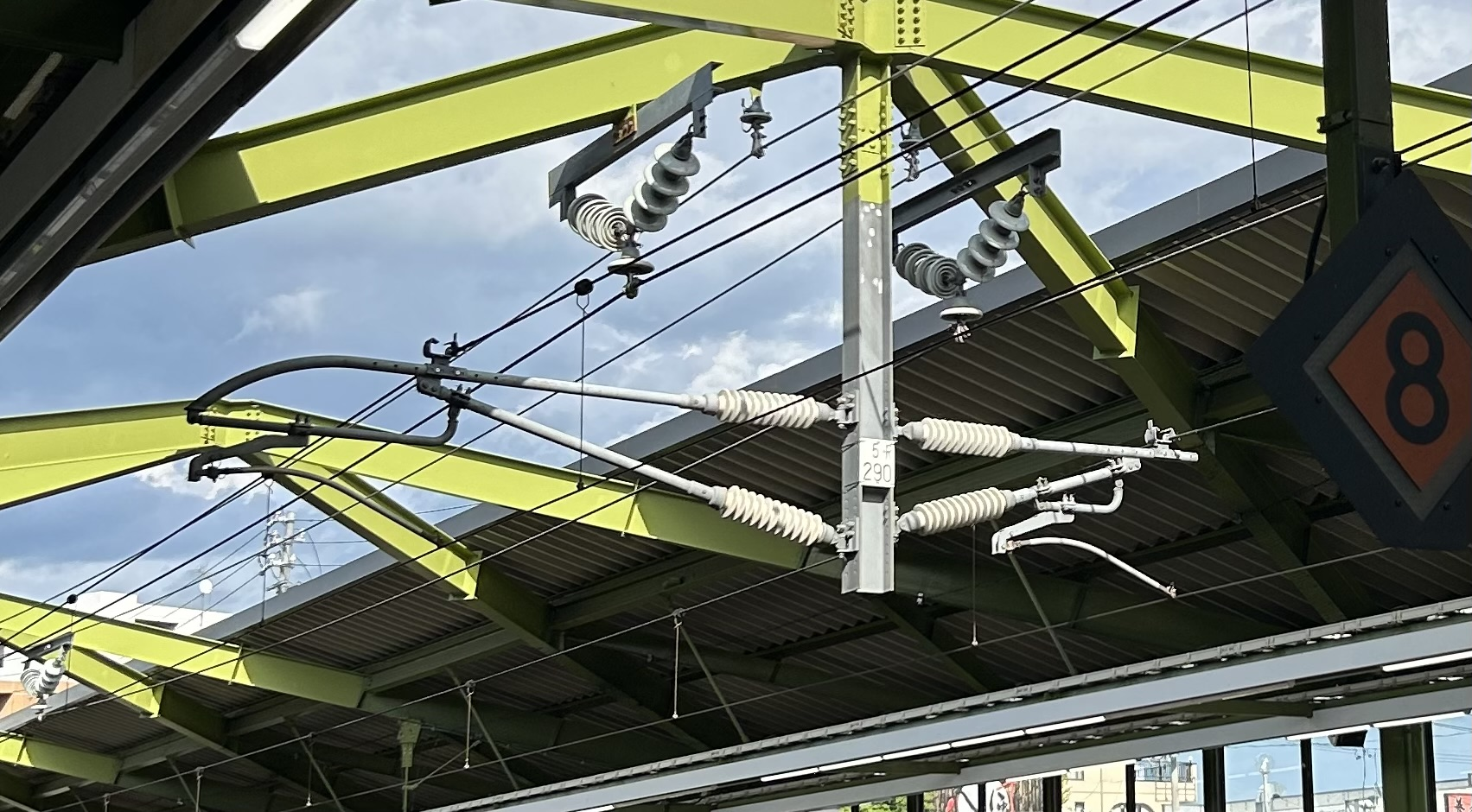
CSシンプルカテナリ方式の架線構造（佐久平駅構内）

1989年（平成元年）1月17日の申し入れを受けて、公団は1985年（昭和60年）12月25日に認可申請した北陸新幹線 高崎 - 小松間の工事実施計画を高崎 - 軽井沢間と軽井沢 - 小松間に分割し、1989年6月23日に高崎 - 軽井沢間の追加申請を行い、6月28日に高崎 - 軽井沢間41.2 kmの工事実施計画（フル規格）が認可された。その後、8月2日に軽井沢駅構内で起工式が行われた。
「運輸省案」では軽井沢 - 長野間について、信越本線を新幹線直通線（ミニ新幹線）化する方式で整備するとしていた。そのため、首都圏と直通する列車の廃止や並行在来線問題を回避できるとして、信越本線沿線で北陸新幹線の駅設置計画がない長野県内の小諸市や御代田町はミニ新幹線の早期着工を主張した。しかし、1990年（平成2年）の「整備新幹線着工等についての政府・与党申合わせ」において、北陸新幹線 軽井沢 - 長野間については、必要な調整を行ったうえで、標準軌新線で平成3年度において、所定の認可等の手続きを経て、その建設に着工すること。建設着工する区間の並行在来線は、開業時にJRの経営から分離することを認可前に確認することが示された。その後、県による説得が行われ、御代田町が第三セクター化を受け入れ、1991年（平成3年）6月には小諸市も同意した。これにより軽井沢 - 長野間においても標準軌新線（フル規格）着工認可の条件が整った。同年6月11日には長野市が1998年のオリンピック・パラリンピック開催地に決定している。同年8月22日に軽井沢 - 長野間53.6 kmの工事実施計画（フル規格）が認可され、9月17日に起工式が行われた。佐久市と小諸市は佐久（仮称）駅の駅名をめぐっても対立した。詳細は「佐久平駅」を参照。
1997年（平成9年）10月1日に高崎駅 - 長野駅間が開業した。これにより、東京駅 - 長野駅間の所要時間は最短で1時間19分となった。しかし長野開業時点では、東京から富山・金沢へは越後湯沢駅で上越新幹線からほくほく線経由の在来線特急「はくたか」を乗り継ぐルートが最速ルートであった。このため、JR東日本は東京から北陸方面への旅客の誤乗車を防ぐため、案内名称として長野行新幹線（後に「長野新幹線」と短縮）を用いていた。東京駅では北陸新幹線開業に備え、JR東日本の新幹線ホームが1面2線から2面4線に増設された。
厳しい財政状況のなかで建設が開始されたことから、建設費縮減のため様々な新技術が導入された。前述のとおり、勾配の上限を30 ‰に高めることで路線延長を約20 km短縮し、建設費を約1,000億円圧縮することが可能となった。高崎起点約3.3 kmの上越新幹線との分岐点では国内最速の分岐器である「38番分岐器」を導入し160 km/hで分岐器側の通過を可能にした。これにより、上越新幹線の軌道をできるだけ長い区間共用することで、下り線の高架橋約2.2 kmを新設せずに済んだ。このほか、橋梁においては新幹線初のPC斜張橋、架線においては従来新幹線で用いられていたヘビーコンパウント架線に比べ、経済的で輸送量に見合った高速シンプル架線（CSシンプルカテナリ式）が初めて採用された。
2014年度末に新規開業する長野駅 - 金沢駅間は保安装置がデジタルATCであることから、2013年11月9日夜から10日早朝にかけて、高崎駅 - 長野新幹線運転所までの区間の保安装置が従来のアナログATCからデジタルATCに切り替えられた。これにより、JR東日本の新幹線の全区間がデジタルATC化された。このATC更新により、2014年3月15日のダイヤ改正から東京駅 - 長野駅間で平均して下りで2分、上りで4分所要時間が短縮された。

### 長野 - 金沢間の建設・開業

#### スーパー特急方式による暫定整備計画
1989年（平成元年）6月に難工事推進事業として、富山・石川県境にまたがる加越トンネルの着工が認可された。
1992年（平成3年）に新幹線直通線（ミニ新幹線）や新幹線鉄道規格新線（スーパー特急）による「暫定整備計画」を決定できるよう全幹法が改正された。北陸新幹線では「運輸省案」に基づき2区間でスーパー特急方式による暫定整備計画が認可され、着工された。
1988年（昭和63年）の「整備新幹線の取扱いについて」において高崎 - 軽井沢間と並んで着工優先順位1位であった高岡 - 金沢間は、富山県内の自治体が並行在来線の経営分離に反対したため、ルートを変更したうえで着工区間を石動 - 金沢間に短縮した。石動 - 金沢間は小矢部市の石動駅西方約1 kmの西石動（仮称）信号所で北陸本線から分岐し、在来線駅に併設して金沢駅を設置し、金沢駅の西方約1 kmで北陸本線に合流する計画であった。1992年（平成4年）7月29日に小矢部市 - 金沢市間の暫定整備計画が決定、8月6日に石動 - 金沢間25.0 kmの工事実施計画が認可され、8月27日に起工式が行われた。その際、加越トンネルはルート変更により不要となり、既に投入された建設費8億円は富山県が負担することになった。石動 - 金沢間においては2007年度末までに富山・石川県境から金沢駅までの土木工事がほぼ完成した。
1988年（昭和63年）の「整備新幹線の取扱いについて」において着工優先順位4位であった糸魚川 - 魚津間は、糸魚川駅西方4 kmの西糸魚川（仮称）信号所で北陸本線から分岐し、黒部市に新設する新黒部（仮称）駅（現 黒部宇奈月温泉駅）を経て、同市田家新地内の東魚津（仮称）信号所で北陸本線に合流し、魚津駅に至る計画であった。1993年（平成5年）9月13日に糸魚川市 - 魚津市間の暫定整備計画が決定、9月22日に糸魚川 - 魚津間40.5 kmの工事実施計画が認可され、10月13日に起工式が行われた。着工時点では在来線との重複区間を除く線路延長は39.7 km、建設費は1,880億円であり、工期は10年程度と見込まれていた。
なお、石動 - 金沢間および糸魚川 - 魚津間の桁設計は、在来線と直通するスーパー特急車両（M-18荷重、200 km/h）と将来のフル規格化に備えた新幹線車両（P-16荷重、260 km/h）の両方の列車荷重を考慮したものとなっている。

#### 新規着工拡大と全区間フル規格化

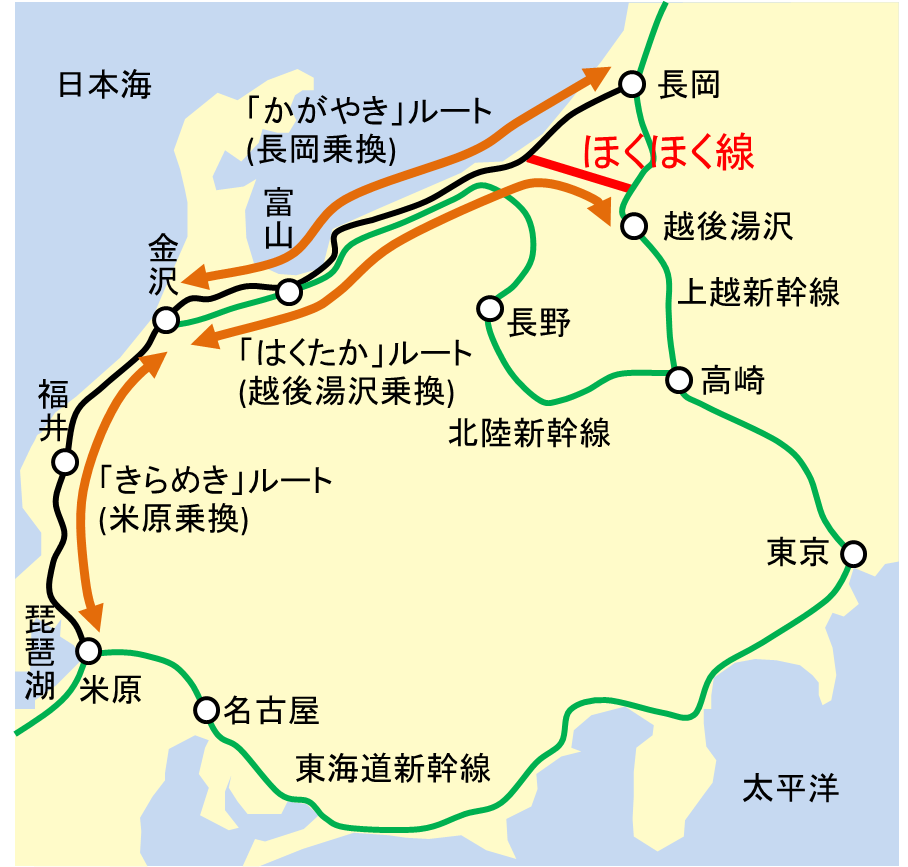
東京と北陸を結ぶルートの変遷。ほくほく線開業前は、東海道新幹線米原駅乗換の「きらめき」ルートと、上越新幹線長岡駅乗換の「かがやき」ルートがあったが、ほくほく線開業により、金沢以東では上越新幹線越後湯沢駅乗換の「はくたか」ルートが使われるようになった。北陸新幹線が金沢駅まで延伸開業した後は、芦原温泉以東では北陸新幹線が最速ルートとなった。

1996年（平成8年）12月25日の「整備新幹線の取扱いについて 政府与党合意」では北陸新幹線の新規着工区間として長野 - 上越間の標準軌新線（フル規格）が示された。平成8年の合意に基づいて、1998年（平成10年）1月に「政府・与党整備新幹線検討委員会における検討結果」が公表され、従来の整備新幹線計画が維持されていることを確認したうえで新規着工区間の優先順位が示され（1）東北新幹線 八戸 - 新青森間、九州新幹線（鹿児島ルート）船小屋 - 新八代間（2）北陸新幹線 長野 - 上越間とされた。同年3月に長野 - 上越間約60 kmの工事実施計画（フル規格）が認可された。
2000年（平成12年）12月18日の「整備新幹線の取扱いについて」政府・与党申合せにおいて、北陸新幹線の長野 - 富山間について「フル化し、今後概ね12年後強の完成を目指す」とされた。今回着工しない区間については、東北新幹線（盛岡駅 - 八戸駅間）、九州新幹線（新八代駅 - 鹿児島中央駅間）の開業後に見直しを行うとされた。このうち、富山 - 金沢間は「三、の見直しの際、石動 - 金沢間をすでに着工していることを踏まえて認可に向けた検討を行う」とされた。2001年（平成13年）4月には上越 - 糸魚川間、魚津 - 富山間の新規着工を含む上越 - 富山間全区間がフル規格で着工された。
2003年（平成15年）10月1日に鉄道建設・運輸施設整備支援機構が設立され、日本鉄道建設公団は解散した。これにより北陸新幹線の建設・貸付け業務は機構に引き継がれた。
2004年（平成16年）12月16日の「整備新幹線の取扱いについて」政府・与党申合せにおいて、北陸新幹線の長野駅 - 金沢車両基地（現 白山総合車両所）間についてはフル規格で整備するものとし、富山 - 石動間、金沢 - 金沢車両基地間については平成17年度当初に着工し、長野 - 金沢車両基地間で一体的に平成26年度末の完成を目指すとされた。この申し合わせに基づき、2005年（平成17年）4月27日に富山 - 金沢（白山総合車両所）間の全区間がフル規格で認可され、6月26日に起工式が行われた。これにより富山 - 石動間約35 kmと金沢 - 白山総合車両基地間約9 kmが新規着工、石動 - 金沢間約25 kmがフル規格化されることになった。
2006年（平成18年）4月14日に既認可区間である長野 - 上越間、上越 - 富山間、富山 - 金沢間を変更して長野 - 金沢（白山総合車両基地）間の一体的な完成を目指す工事実施計画の変更認可申請が行われ、同月28日に認可された。
2015年（平成27年）3月14日に長野駅 - 金沢駅間が開業し、金沢駅 - 白山総合車両所間の線路も回送線として運用が開始された。これにより、東京 - 富山・金沢間の鉄道での最速ルートは北陸新幹線となり、所要時間は最短で東京駅 - 富山駅間が2時間8分、東京駅 - 金沢駅間が2時間28分となった。旅客向けの案内は「北陸新幹線」に統一されたが、JR東日本管轄区間においては一部で「北陸新幹線（長野経由）」と案内される場合がある。
| 区間         | 試算年度 | 需要 (人キロ/日·km) | 便益 (B)    | 費用 (C)    | 純現在価値 (B-C) | 費用便益比 (B/C) | 経済的内部 収益率 |
| ------------ | -------- | ------------------- | ----------- | ----------- | ---------------- | ---------------- | ----------------- |
| 長野 ｜ 金沢 | 平成18年 | -                   | 19,974 億円 | 15,341 億円 | 4,633 億円       | 1.3              | 5.3 %             |
| 長野 ｜ 金沢 | 平成23年 | 21,600              | 23,763 億円 | 21,404 億円 | 2,358 億円       | 1.1              | 4.5 %             |
| 長野 ｜ 金沢 | 令和元年 | 22,020              | 34,414 億円 | 32,937 億円 | 1,477 億円       | 1.0              | 4.2 %             |

長野 - 金沢間の総事業費は 16,988 億円（平成30年度）であった。全線フル規格の新規認可額は 15,660 億円（平成15年4月価格）であったが、建設物価上昇の影響や法令・基準等の改正、地質不良等に対する工事費の増額に伴い、平成24年3月に約 14 %増嵩となる 17,801 億円に修正された。その後のコスト削減や落札差額により、修正額から813億円減となる 16,988 億円（新規認可額に対して 8 %増）で事業を完成した。

#### 新潟県の費用負担問題
北陸新幹線の整備費用のうち、新潟県の負担分について国と新潟県との間で一時対立が生じた。
2009年（平成21年）2月12日、新潟県の泉田裕彦知事は、国土交通省から資材価格高騰などを理由に220億円の建設費追加負担を求められたことに対して、「突然増額を求められても対応は難しい」として、算出根拠について納得できる説明があるまでは増額分の負担に応じない姿勢を表明した。
同年12月25日、泉田知事は前原誠司国土交通大臣と話し合い、「県と国の信頼関係が再構築された」として2009年度分負担金残額計104億円を支払うと表明した。新潟県は2009年（平成21年）11月6日に国地方係争処理委員会へ計画の認可について審査を要求し、委員会は同年12月25日却下。新潟県は却下に対して規定の30日内の2010年（平成22年）1月27日までに東京高裁に提訴せず、国との協議は続行されることとなった。
しかし、新潟県は協議が進展しないことを理由に2011年度当初予算案に建設負担金を盛り込まなかった。
2010年9月13日、JRが国側へ支払う貸付料には、並行在来線の赤字解消分が含まれるとして新潟県が行った北陸新幹線貸付料に関する情報開示請求に対して一部開示の決定がなされた。これを受けて同県は、同県区間の並行在来線の赤字解消相当額は、30年で780億円を超えるとの試算を発表した。
新潟県および泉田知事の対応に、大阪府の橋下徹知事（当時）は北陸新幹線自体には賛成ではあるが、直轄事業負担金の観点からこの対応に強い支持を表明した一方、新幹線未開業の富山・石川両県を人質にとるような手法であることから、石川県の谷本正憲知事からは強い不快感が表明された。
しかし2012年2月17日、新潟県の泉田知事は前田武志国土交通大臣と会談し、新幹線開業に伴う並行在来線の第三セクター運営において、国内有数の豪雪地域である信越及び越中・越後国境（新潟・富山県境）での鉄道運営に関する赤字相当額として県が試算していた「30年間で780億円」を国が追加支援をする事等を条件に、これまで県として支払いを拒否していた地方負担分を支出することに合意した。これにより、北陸新幹線の建設は予定通り2014年度末までの開業計画に遅れることがなくなった。

### 金沢 - 敦賀間の建設・開業
2000年（平成12年）12月18日の「整備新幹線の取扱いについて」政府・与党申合せにおいて、北陸新幹線の金沢 - 南越間では「福井駅部機能高度化事業を行う」とされた。
2004年（平成16年）12月16日の「整備新幹線の取扱いについて」政府・与党申合せにおいて、北陸新幹線の金沢車両基地 - 南越間では、福井駅部についてえちぜん鉄道の高架化と一体的に工事を行うため、2005年度（平成17年）当初に着工し2008年度（平成20年）末の完成を目指すとされた。南越 - 敦賀間については直ちに工事実施計画の認可申請を行うとされた。この申し合わせに基づき、2005年（平成17年）4月27日に福井駅部の工事実施計画が認可され、6月26日に起工式が行われた。同年12月には南越（仮称）- 敦賀間の工事実施計画の認可申請が行われた。福井駅部は高崎起点421 km405 mに位置し、北陸本線の東側に高架橋を設置する延長800mの区間であり、2009年（平成21年）2月に高架橋が完成した。その後、福井駅部の高架橋は2015年（平成27年）9月27日から2018年（平成30年）6月24日にえちぜん鉄道単独の高架完成までの間えちぜん鉄道の福井駅 - 福井口駅間の仮線・仮駅舎として使用されていた。

#### フリーゲージトレイン導入計画と断念
2011年（平成23年）12月26日の「整備新幹線の取扱いについて」政府・与党確認事項において北陸新幹線は長野駅 - 白山総合車両基地間の「平成26年度末の開業」および新たな着工区間として、白山総合車両基地 - 敦賀駅間について営業主体であるJR西日本の同意と並行在来線の経営分離に関する沿線自治体の同意を条件に「長野・白山総合車両基地の開業から概ね10年後強」を想定完成・開業時期とする方針を示した。
2012年（平成24年）の金沢 - 敦賀間の着工に向けた試算では、金沢 - 敦賀間のフル規格整備に加えて富山 - 大阪間に軌間可変電車（フリーゲージトレイン）を導入した場合についても想定された。この試算では、金沢 - 敦賀開業後に富山 - 敦賀間は新幹線の線路を走行し、敦賀駅から在来線に直通して大阪方面へ至るというものであった。2012年時点では敦賀以西のルートが未確定であり着工に向けた目途が立たない中、敦賀駅での乗り換えなしで大阪方面に接続できるとされていたまた、北陸本線・東海道本線経由で米原・名古屋方面への直通も検討されていた。5月には沿線の富山・石川・福井・滋賀・京都・大阪の各府県と関西広域連合、JR西日本はFGT導入について、新幹線の大阪延伸までの暫定措置として認めるとの申し入れを国土交通省に行った。
同年6月に北陸新幹線金沢駅 - 敦賀駅間が認可、着工された。
福井県の市民団体は高価なFGT車両の導入により敦賀以西のフル規格での整備が進まなくなる、料金が割高になるとして、導入を見送るように県に対して申し入れを行っている。
2013年6月からFGTのプロジェクトチームを拡大して開発を本格化するとした。JR西日本もこの案を前向きに検討し、同社は2014年9月、敦賀市において模擬台車による軌間変換試験を同年10月から開始すること、また、北陸ルートに対応したFGT試験車（6両編成）の設計・製作にも取りかかり、2016年度から試験車両による試験を始めることを表明していた。
しかし、FGTは開発途上で技術的な課題があるとともに、仮に実現しても在来線では従来の特急列車と同じ速度でしか運転できない、通常の新幹線より重くなることにより線路の保守費用が膨らみ、車両の製造費が高くなるというデメリットが指摘された。さらに、金沢 - 敦賀間の開業が当初予定の2025年度から2022年度に3年繰り上げられたことで、JR西日本は開業が前倒しされた場合には、導入が間に合わないとの見解を示した。
2015年（平成27年）1月14日の「整備新幹線の取扱いについて」の中で「沿線地方公共団体の最大限の取組を前提に、完成・開業時期の前倒しを図る。」とする方針が示された。北陸新幹線においては金沢 - 福井 - 敦賀間の「完成・開業時期を平成37 (2025) 年度から3年前倒しし、平成34 (2022) 年度末の完成・開業を目指す」とされた。また、在来線との乗換利便性を確保し、十分な開業効果をできる限り早期に発揮する観点から、別途与党において、整備が先行している福井駅の早期活用等について、今夏までに検討を行うこと。金沢 - 敦賀間には、軌間可変電車を導入することが予定されているが、フル規格を前提とする整備計画に影響を与えるものではないことも示された。
2017年6月17日の定期会見で福井県知事は九州新幹線（西九州ルート）（JR九州）でのFGT導入見送りを受けて、在来線特急の調整を行う都合から、採用の結論を求めていた一方で、同年6月20日のJR西日本の定期記者会見においては、技術的な問題が解決するまで動向を注視するとして、FGT導入について明言を避けていたが、2018年8月24日の政府与党とJR西日本の会合で「技術的課題があり、開発が難航している」との理由により、導入を断念せざるを得なくなった。

#### 計画の見直しと工事費の増加
フリーゲージトレインの導入を断念する方針が発表されると、与党整備新幹線建設推進プロジェクトチーム (PT) の検討委員会において、福井駅および敦賀駅の乗換利便性向上設備の追加が決定された。福井駅の新幹線ホームは1面2線と狭いことから、乗換利便性向上のため、ホーム開口部を3か所設置することや中2階に在来線との連絡通路を設置すること、ホーム柵の位置を変更してホーム幅を拡張する計画となった。2020年度の福井先行開業も計画していたが2017年3月11日に与党PTにより断念している。敦賀駅では大阪・米原方面の在来線特急との乗り継ぎ時間短縮などを目的に、新幹線駅舎の1階に在来線を引き込み、上下で乗り換えできるように計画が見直された。2017年（平成29年）10月には工事完了を「平成34（2022）年度に前倒しする」ことや、福井駅、敦賀駅の乗換利便性向上施設などを追加した工事実施計画（その2）が認可された。
建設コストの削減や河川環境への影響低減を目的に、九頭竜川に架かる北陸新幹線九頭竜川橋梁と福井県道新九頭竜橋の橋梁下部工を一体構造として施工し、新幹線では初の鉄道道路併用橋となった。
敦賀市内に建設予定の深山トンネル付近には、新幹線建設の認可後、国際的な湿地保護条約であるラムサール条約に登録された中池見湿地が存在している。そのため、専門家による検討委員会が開催され、中池見湿地付近の深山トンネルと後谷部およびその前後のルートを東側へずらすルート変更が行われ、認可された。
2019年（平成31年）3月には前の認可額の1兆1,858億円から2,263億円の増加となる1兆4,121億円となる工事実施計画の変更が認可された。
2021年（令和3年）3月には工事費の増額および工事の完了時期の変更伴う工事実施計画の変更が認可され、工事費は前の認可額の1兆4,121億円から2,658億円の増加となる1兆6,779億円となり、工事の完了時期は平成34（2022）年度末から令和5（2023）年度末に変更された。
2023年（令和5年）5月27日、芦原温泉駅で金沢駅 - 敦賀駅間のレール締結式が行われ、東京 - 敦賀間約580kmが線路で繋がった。
| 区間        | 需要 (人キロ/日·km) | 便益 (B)    | 費用 (C)    | 純現在価値 (B-C) | 費用便益比 (B/C) | 経済的内部 収益率 |
| ----------- | ------------------- | ----------- | ----------- | ---------------- | ---------------- | ----------------- |
| 金沢 - 敦賀 | 24,000              | 14,266 億円 | 17,277 億円 | -3,011 億円      | 0.8              | 3.0 %             |

金沢 - 敦賀間の総事業費は 16,779 億円（令和2年4月価格）である。平成23年の新規認可額は 11,600 億円であったが、消費税増税や物価上昇、耐震設計標準の改訂等により、平成29年に 14,121 億円に修正された。さらに、物価上昇と法令改正、地質不良対策・工期短縮策・生コン不足対策等により、令和2年に 16,779 億円に修正された。平成23年の新規認可額と、令和2年の事業費を比較すると、5,179 億円（約 45 %）増額された。

### 新駅誘致運動

#### 長野県千曲市
長野県千曲市が長野駅-上田駅間に新駅「新千曲駅」（仮称。旧仮称「更埴駅」）を誘致する運動を行っていた。在来線特急「あさま」のうち毎日約半数が屋代駅に、また戸倉駅にはほぼ全便が停車していたが、屋代駅が所在する旧更埴市は、市に特急列車の停車がなくなることの代替措置として「長野新幹線」計画段階から新幹線新駅誘致を構想。宮坂博敏・更埴市長（千曲市発足後は千曲市長）はこれを推進する方針を取り、1992年3月、旧更埴市の対策委員会が日本鉄道建設公団との設計協議で更埴市内への駅の設置追加を要望するも、「当初計画に基づき長野オリンピックまでに開業させることを最優先とする」との理由から棚上げとなった。建設工事中の1996年7月には更埴市・戸倉町・上山田町他の陳情を長野県議会が採択、1997年5月には須坂市など近隣自治体も加わった「北陸新幹線（仮称）更埴駅誘致期成同盟会」が結成された。1997年10月の長野駅までの先行開業、2003年の更埴市・戸倉町・上山田町合併による千曲市発足を経て、2007年9月、宮坂市長の後を受けて新駅誘致実行を公約した近藤清一郎・旧更埴市前助役が千曲市長に当選した。市は新駅について五里ヶ峰トンネル長野駅方出口から長野自動車道更埴IC付近までの「明かり部」の区間内への設置を予定していた。当初期成同盟会は観光需要などの観点から長野県立歴史館及び森将軍塚古墳・科野の里歴史公園傍の五里ヶ峰トンネル長野駅方出口付近を想定していたが、同市長はパークアンドライド式利用を見込んで新駅を更埴IC（しなの鉄道線屋代高校前駅付近）に接続させる案を示した。さらにいわゆる「請願駅」として金沢駅延伸開業までに建設する構想を提起し、2009年6月に市の施政方針として示した。2011年9月の市長選挙では新駅構想が選挙の争点となる情勢であったものの、新駅誘致構想推進を公約した近藤市長に対して反対派からは立候補者がなく、同市長が無投票で再選となった。近藤市長は引き続き新駅誘致構想を進めたが、2012年9月、病気により退任。同年11月の市長選挙において改めて新駅構想が争点となり、推進派候補2名・反対派候補1名が立候補した。選挙戦において反対派候補への支持は低迷、推進派候補2名の争いとなり、岡田昭雄・前千曲市参与が新市長に当選した。この結果新駅誘致推進支持の民意が確認された。2015年3月の金沢駅延伸開業までには間に合わない見通しとなったものの、2013年1月には「北陸新幹線新駅誘致期成同盟会」が設立され、「対策協議会」など他の団体も活動を開始、2014年12月には阿部守一長野県知事が新駅誘致推進支持を表明した。2015年7月には千曲市・同市議会他による「北陸新幹線新駅設置早期実現を求める陳情」を長野県議会が採択、千曲市への新駅設置構想は事実上長野県の方針ともなった。しなの鉄道線との接続については未定、他には建設資金などの問題もあったが、千曲市は2023年度の敦賀駅延伸までには開業させたいとの意向であった。2016年10月の千曲市長選挙においても再び新駅構想が争点となった。新駅誘致を推進する岡田市長と反対派候補の一騎討ちとなり、接戦となるも新駅構想を掲げる岡田市長が再選された。2017年2月には阿部守一長野県知事が期成同盟会の顧問に就任。同年3月、期成同盟会はJR東日本長野支社に新駅設置を求める要望書を提出した。これに対し同年10月、JR東日本は新駅設置について「技術的に難しい」と回答。専門家もその回答を妥当と説明した。新駅設置の課題であった線路の傾きについては、解消には250億から350億円の費用かかることが明らかになり、岡田市長は2017年12月5日の千曲市議会12月定例会において、JRの回答などを踏まえ「新駅設置を進める合理的な理由を見つけることができない」と新駅設置を断念することを明らかにした。長野県も誘致断念を了承。これを受け期成同盟会は2018年2月、活動を終了し3月末をもって解散することを決定した。対策協議会など他の団体も活動を終了した。

#### 石川県白山市
石川県白山市が金沢駅 - 小松駅間に新駅「白山駅」（仮称）を誘致する運動を行っていた。当初、白山総合車両所に新幹線乗降場を設置する案が提起されていたが、その後、北陸本線加賀笠間駅周辺に新駅を設置する構想となっていた。「北陸新幹線（仮称）白山駅建設期成同盟会」を地元自治体・経済団体で構成していたものの、2017年4月15日、「白山駅」設置を断念。同年5月に同盟会解散を決定した。

### 令和元年台風第19号による被害

#### 被害の発生
2019年（令和元年）10月上旬、東日本台風（台風19号）の接近に伴い日本各地120か所で半日あたりの雨量が観測史上最大を記録するなど大量の降雨があった。北陸新幹線も台風接近前の12日夕方までに計画運休していた。気象庁は東日本を中心とする13都県に大雨特別警報を発表し、長野県に対しては12日午後3時半に発表した。降雨の影響で千曲川の水位は12日昼頃から上がり始め、13日午前0時に氾濫危険水位を超えたのち同日午前3時から5時半の間に長野市穂保地区において堤防が決壊した。
千曲川から1キロほどの距離にある長野新幹線車両センターが位置する赤沼地区では、最大約4.3メートル浸水したと推定されている。長野駅 - 飯山駅間の本線の一部や車両センターに併設されていた信号関係の電源設備、臨時修繕庫、車輪研削庫、確認車車庫、変電所（地下電源室、事務所含む）、センター向かい側の新赤沼き電区分所などでも冠水した。同地区は13日午前0時45分に緊急の避難指示が出されており、車両センターにいた社員などの36人は建物の高い場所に避難した。
長野市のハザードマップでは付近の浸水を最大10メートル以上であると予想していた。2016年には国土交通省北陸地方整備局千曲川河川事務所が想定される最大の豪雨の場合10メートル以上浸水する「浸水想定区域」と認定しており、JR東日本も建設を行った鉄道・運輸機構もこれを把握していたものの多大な費用が掛かるとして浸水対策は行っていなかった。日本鉄道建設公団は建設当時の1982年に、県が1982年に作成した浸水被害実績図を参考に、それ以前の水害より90cm高い位置にするため車両センターに2mの盛り土をしたとしており、公団の後継団体となる鉄道・運輸機構も「建設当時は必要な設計をした」との考えを示している。
これらの結果、車両センターに留置されていた車両であるE7系8編成とW7系2編成、場所別では屋外の留置線で7編成、屋内の仕業検査・交番検査庫で3編成の計10編成が座席の肘掛けの高さまで浸水した。このうちの2編成78軸に脱線が発生しており、うち1編成は10 - 15メートル移動していた。車両センターから車両を退避させる場所や基準を定めたマニュアルなどがなかったことや台風の進路から避難を計画するには至らないと判断していたこともあって、車両の退避は行われなかった。当時、北陸新幹線では全30編成を運用しており、平常時は24編成を使用していたが、被害編成は全体のうち3分の1を占めていた。11月6日、JR東日本とJR西日本は全車両を廃車にし、一部の部品は転用するものの帳簿上の損失は最大で148億円になると発表した。また、JR東日本は、2020年春までに、上越新幹線に導入を予定していた新造E7系車両5編成を北陸新幹線に転用し、かつ上越・北陸兼用の1編成を北陸専用にして北陸用に26編成を用意すると発表した。JR西日本も被害を受けた2編成の補充の方針を明らかにしている。

#### 運転再開および通常ダイヤ復活に向けて
13日は長野駅 - 富山駅間を運休し、14日は長野駅 - 糸魚川駅間を運休し、15日から24日までは長野駅 - 上越妙高駅間を運休した。
10月25日に暫定ダイヤで運行再開された。東京駅 - 金沢駅間では通常48本に対して46本、東京駅 - 長野駅間では通常34本に対して23本、金沢駅 - 富山駅間では通常36本に対して35本と、合計では通常118本に対して104本での運行となった。11月30日からのダイヤでは東京駅 - 金沢駅間が通常通りの48本、金沢駅 - 富山駅間では通常通り36本、東京駅 - 長野駅間では通常34本に対し30本に増え、さらに12月27日からは32本に増えると発表された。ただし、臨時列車を含めた年末年始の本数は前年比90%に留まると発表されている。2019年11月28日、2020年1月6日から2月29日にかけての臨時列車を含めた本数は前年比96％の2945本となる予定が発表された。2020年1月9日、同年3月14日から定期ダイヤが全面復旧する予定であると発表された。

#### 被害を受けての浸水対策
2019年12月6日、JR東日本が長野新幹線車両センターの主要施設を2020年にも10メートル程度かさ上げする計画であることが明らかになった。留め置き線路についてはかさ上げが難しいために、浸水が予想される場合には車両は他所に退避させる方針である。

### 令和6年能登半島地震による影響
2024年1月1日に発生した令和6年能登半島地震で、一時全線で運転見合わせとなったが、東京駅 - 長野駅間は地震発生約1時間20分後に運転を再開した。1月2日午前に富山駅 - 金沢駅間、同日午後15時20分に長野駅 - 富山駅間の運転が再開された。
地震により運転を見合わせた影響で、富山駅 - 金沢駅間で4本の列車が停止した。地震発生から11時間後の1月2日3時前後に車両が順次動き出し、車両は運転再開までの間、『列車ホテル』として休憩用に開放された。

### 年表

#### 開業前 国鉄時代
- 1964年（昭和39年）3月23日：日本鉄道建設公団発足[142]。
- 1969年（昭和44年）5月30日：新全国総合開発計画閣議決定[143]。
- 1970年（昭和45年）5月18日：全国新幹線鉄道整備法公布[143]。
- 1972年（昭和47年）
  - 6月29日：北陸新幹線（東京都 - 大阪市）を含む4路線の基本計画決定および調査の指示[81]。
  - 7月3日：昭和47年運輸省告示第243号により、北海道新幹線（青森市 - 札幌市）、北陸新幹線（東京都 - 大阪市）、九州新幹線（福岡市 - 鹿児島市）の3路線の基本計画公示[81]。
- 1973年（昭和48年）11月13日：北陸新幹線（東京都 - 大阪市）を含む5路線の整備計画決定および建設の指示[59]。
- 1982年（昭和57年）
  - 3月30日：高崎 - 小松間のルート公表[144]。同日、日本鉄道建設公団富山新幹線準備事務所が富山県内の停車駅を黒部、富山、高岡にすることを決定[145]。
  - 6月23日：東北新幹線 大宮駅 - 盛岡駅間開業[146]。
  - 9月24日：臨時行政調査会第三次答申にて、財政赤字の拡大、国鉄の経営悪化を理由に整備新幹線の建設計画の当面見合わせを閣議決定[1][81]。
  - 11月15日：上越新幹線 大宮駅 - 新潟駅間開業[146]。
  - 12月6日：高崎 - 小松間における環境影響評価報告書案を公表[144]。
- 1983年（昭和58年）10月20日：着工準備事務所設置（長野、富山、金沢）[144]。
  - 3月30日：高崎 - 小松間のルート公表[144]。
- 1985年（昭和60年）
  - 1月22日：小松 - 芦原温泉間のルート公表[144]。
  - 3月14日：東北新幹線 上野駅 - 大宮駅間開業[146]。
  - 8月22日：整備新幹線財源問題等検討委員会の設置、新幹線駅周辺周辺環境整備事業の実施[81]。
  - 12月25日：高崎 - 小松間の工事実施計画認可申請[144]。
- 1987年（昭和62年）
  - 1月30日：整備新幹線計画見合わせの閣議決定を変更[144]。
  - 2月19日：芦原温泉 - 南越（仮称）間のルート公表[144]。
  - 3月16日：駅周辺環境整備事業着手（長野駅、富山駅、金沢駅）[144]。

#### 開業前 JR発足後
- 1987年（昭和62年）4月1日：国鉄分割民営化に伴い、JR各社および新幹線鉄道保有機構が発足。北陸新幹線は東日本旅客鉄道（JR東日本）が高崎市 - 上越市[65]、西日本旅客鉄道（JR西日本）が上越市 - 大阪市[66]の営業主体とされた。
- 1988年（昭和63年）8月31日：「整備新幹線の取扱について」政府・与党申合せにおいて整備新幹線着工優先順位決定。北陸新幹線 高崎 - 軽井沢間は昭和64（1989）年度に着工を目指す。軽井沢 - 長野間は五輪開催地を考慮し3年以内に結論を出すとされる[69]。
- 1989年（平成元年）
  - 1月17日：「平成元年度予算編成にあたっての整備新幹線の取扱について」により整備新幹線の旧財源スキーム策定。北陸新幹線 高崎 - 軽井沢間のフル規格での着工を決定[70]。同時に、信越本線 横川 - 軽井沢間の廃止も決定[70]。
  - 6月2日：整備新幹線難工事推進事業計画（加越トンネル）認可[81]。
  - 6月23日：高崎 - 軽井沢間の工事実施計画（フル規格）追加認可申請[JRTT 5]。
  - 6月28日：高崎 - 軽井沢間の工事実施計画（フル規格）追加認可[72]。
  - 8月2日：高崎 - 軽井沢間起工式[72]。
- 1990年（平成2年）12月24日：「整備新幹線着工等について政府与党申合せ」により軽井沢 - 長野間のフル規格着工を決定。同時に、並行在来線をJRから経営分離することを明記。
- 1991年（平成3年）
  - 6月20日：東北新幹線 東京駅 - 上野駅間開業[147]。
  - 8月9日：軽井沢 - 長野間の工事実施計画（フル規格）追加認可申請[JRTT 5]。
  - 8月22日：軽井沢 - 長野間の工事実施計画（フル規格）追加認可[64]。
  - 9月17日：軽井沢 - 長野間起工式[64]。
  - 10月1日：新幹線鉄道保有機構が解散し、鉄道整備基金設立。
- 1992年（平成4年）
  - 7月29日：小矢部市 - 金沢市間の暫定整備計画決定および建設の指示[64]。
  - 8月6日：石動 - 金沢間の工事実施計画（新幹線鉄道規格新線）認可[64]。
  - 8月27日：金沢駅[148]および石動 - 金沢間起工式[64]。
- 1993年（平成5年）
  - 9月13日：糸魚川市 - 魚津市間の暫定整備計画決定および建設の指示[64]。
  - 9月22日：糸魚川 - 魚津間の工事実施計画（新幹線鉄道規格新線）認可[64]。
  - 10月13日：糸魚川 - 魚津間起工式[64]。
- 1996年（平成8年）
  - 3月28日：小松 - 南越（仮称）間の環境影響評価および工事実施計画認可申請、南越（仮称）- 敦賀間のルート公表[JRTT 5]。
  - 11月14日：高崎 - 軽井沢間の総合監査でE2系の入線試験開始[149]。
  - 12月25日：「新幹線の取扱いについて 政府与党合意」により新幹線の新財源スキーム、新規着工区間など決定。上下分離方式により、JRは受益の範囲を限度とした貸付料を支払うこととされる。北陸新幹線長野 - 上越間をフル規格で新規着工することを決定。北陸新幹線の富山駅・小松駅・福井駅整備事業を決定[国交省 1]。

#### 長野開業後
- 1997年（平成9年）10月1日：北陸新幹線 高崎駅 - 長野駅間 (117.4 km) 開業[2]。鉄道整備基金が船舶整備公団と統合し、運輸施設整備事業団設立。
- 1998年（平成10年）
  - 1月21日：「政府・与党整備新幹線検討委員会における検討結果」公表。従来の整備計画として、北陸新幹線 高崎 - 大阪間の維持を確認。新規着工区間の優先順位を決定し、長野 - 上越間のフル規格での認可・着工、富山駅、小松駅、福井駅の駅整備事業実施および着手を決定[報道 6]。
  - 2月19日：長野 - 上越（仮称）間の工事実施計画（フル規格）追加認可申請[JRTT 5]。
  - 3月12日：長野 - 上越（仮称）間の工事実施計画（フル規格）追加認可[JRTT 5]。
  - 3月13日：長野 - 上越（仮称）間の建設工事（フル規格）着手[JRTT 5]。
- 2000年（平成12年）12月18日：「整備新幹線の取扱いについて」政府・与党申し合わせにおいて、長野 - 富山間をフル規格で整備し、概ね12年強後の完成を目指すこと、石動 - 金沢間を既に着工していることを踏まえて認可に向けて検討すること、福井駅部の機能高度化事業等を実施することを決定。今回着工しない区間については東北新幹線 盛岡 - 八戸間および九州新幹線 新八代 - 西鹿児島間の完成後に見直すこととした[国交省 2]。
- 2001年（平成13年）4月25日：上越（仮称）- 富山間の工事実施計画（フル規格）追加認可申請、追加認可および建設工事着手[JRTT 5]。
- 2002年（平成14年）
  - 1月8日：南越（仮称） - 敦賀間の環境影響評価[JRTT 5]。
  - 10月25日：全国新幹線鉄道整備法施行令の一部を改正する政令案を公表[報道 16]。
- 2003年（平成15年）
  - 10月1日：運輸施設整備事業団と日本鉄道建設公団が統合し、鉄道建設・運輸施設整備支援機構設立。
  - 12月17日：同日付の与党整備新幹線建設促進プロジェクトチーム取りまとめを踏まえ、整備新幹線の取扱いについて、政府・与党合意[報道 17]。
- 2004年（平成16年）
  - 4月1日：長野新幹線運転所が長野新幹線車両センターに改称。
  - 12月16日：「整備新幹線の取扱いについて」政府・与党中間申し合わせにおいて、富山 - 石動間、金沢 - 金沢車両基地（仮称）間を平成17（2005）年度初に着工することとし、長野 - 金沢車両基地（仮称）間をフル規格で一体的に平成26（2014）年度末の完成を目指すとともに、福井駅部を平成17（2005）年度初に認可・着工し、平成20（2008）度末の完成を目指すことを決定[国交省 3]。
- 2005年（平成17年）
  - 3月25日：全国新幹線鉄道整備法施行令の一部を改正する政令案を閣議決定[報道 18]。
  - 4月20日：富山 - 金沢（白山総合車両基地）間・福井駅部の工事実施計画（フル規格）追加認可申請[JRTT 5]。
  - 4月27日：富山 - 金沢（白山総合車両基地）間・福井駅部の工事実施計画（フル規格）追加認可[89][報道 19]。
  - 6月24日：富山 - 金沢（白山総合車両基地）間・福井駅部起工式[89]。
  - 12月12日：南越（仮称）- 敦賀間の工事実施計画認可申請[報道 8]。
- 2006年（平成18年）
  - 4月14日：長野 - 上越（仮称）間、上越（仮称）- 富山間、富山 - 金沢間工事実施計画の変更認可申請[84]。
  - 4月28日：長野 - 金沢間工事実施計画の変更を認可、長野 - 金沢（白山総合車両基地）間の一体的な完成を目指す[84][報道 20]。
- 2009年（平成21年）2月19日：福井駅部完成[150]。
- 2011年（平成23年）12月26日：「整備新幹線の取扱いについて」政府・与党申し合わせにおいて金沢（白山総合車両所）- 敦賀間の新規着工を決定[報道 9]。
- 2012年（平成24年）
  - 6月12日：金沢 - 敦賀間の工事実施計画追加認可申請[JRTT 5]。
  - 6月29日：金沢 - 敦賀間の工事実施計画追加認可[報道 21]、着手[JRTT 5]。
- 2013年（平成25年）11月10日：高崎 - 長野 - 長野新幹線車両センター間のアナログATC（ATC-2型）からデジタルATC（DS-ATC）へ切り替え工事完了 [80]。
- 2014年（平成26年）
  - 3月15日：ダイヤ改正に伴い、「あさま」計7往復にE7系を投入[151]。
  - 12月17日：国土交通省が、JR東日本およびJR西日本に対して、長野 - 上越妙高 - 金沢間の鉄道施設の完成検査合格書を交付[報道 22]。同時に、JR東日本およびJR西日本が10月3日に申請した長野 - 上越妙高 - 金沢間の特別急行料金の上限を認可[報道 23]。
- 2015年（平成27年）
  - 1月14日：「整備新幹線の取り扱いについて」政府・与党申し合わせ。「金沢 - 敦賀間の開業時期を当初計画の平成37（2025）年度より3年前倒しし、平成34（2022）年度末とする」ことで合意。このうち、金沢 - 福井間についてはさらに前倒しを検討[報道 11]。
  - 3月13日：鉄道・運輸機構が申請した長野 - 金沢間の貸付料について、長野 - 上越妙高間（JR東日本）を年額165億円、上越妙高 - 金沢間（JR西日本）を80億円として国土交通省が認可[報道 24]。

#### 金沢開業後
- 2015年（平成27年）3月14日：北陸新幹線 長野駅 - 金沢駅間 (228.0 km) 開業[3]。W7系の運用を開始[152]。
- 2016年（平成28年）
  - 6月28日：高崎 - 安中榛名間で、携帯電話不通区間が解消[注 30][報道 25]。
  - 12月20日：与党PTが、敦賀以西のルートを「小浜・京都ルート」に決定[153]。
- 2017年（平成29年）
  - 3月10日：与党PTが2020年の福井先行開業を断念[新聞 28]。
  - 3月15日：与党PTが、京都 - 新大阪間のルートを「南回りルート」に決定[153]。
  - 3月31日：開業以来20年走行したE2系がこの日をもって運用終了。E7系とW7系に置き換えを完了[154]。
  - 9月8日：福井県あわら市柿原の柿原トンネル掘削部で土砂崩壊により、地上部の柿原グラウンドが陥没する[新聞 45][JRTT 6]。
  - 10月6日：金沢 - 敦賀間の工事実施計画（その2）認可[報道 12]。
  - 12月22日：富山 - 金沢間で、携帯電話不感地帯が解消[報道 26]。
- 2018年（平成30年）
  - 3月5日：新親不知トンネル西側 - 富山間で、携帯電話不感地帯が解消[報道 27]。
  - 3月31日：安中榛名 - 上田（手前）間で、携帯電話不通区間が解消[報道 28]。
- 2019年（平成31年・令和元年）
  - 2月22日：峰山トンネル西側 - 糸魚川間で、携帯電話不感地帯が解消[報道 29]。
  - 3月15日：糸魚川 - 新親不知トンネル西側間で、携帯電話不感地帯が解消[報道 29]。
  - 3月29日：金沢 - 敦賀間の工事実施計画変更認可[報道 13]。
  - 3月31日：上田（手前）- 飯山間で、携帯電話不通区間が解消[報道 30]。
  - 5月31日：敦賀 - 新大阪間のルート公表[JRTT 5]。
  - 10月12日：令和元年東日本台風（台風19号）により千曲川の堤防が決壊して長野新幹線車両センターと一部の本線・施設が水没し、以降13日間にわたり一部区間で運行停止[報道 15]。北陸新幹線車両の3分の1にあたるE7系・W7系合計10編成が水害を被る（→前述）[報道 15]。
  - 10月25日：全線で運行再開。通常と比較して全線直通列車が約96%、北陸新幹線全体で約88%程度の本数を運行[131]。
  - 10月26日：上越妙高 - 峰山トンネル東側間で、携帯電話不感地帯が解消[報道 31]。
  - 11月30日：全線直通列車が通常運行に戻る。
- 2020年（令和2年）
  - 3月14日：定期ダイヤが復旧。
  - 3月31日：飯山 - 上越妙高間で、携帯電話不通区間が解消[報道 32]。これに伴い、北陸新幹線におけるトンネル内の携帯電話不感区間が全て解消[報道 33]。
- 2021年（令和3年）3月31日：金沢 - 敦賀間の工事実施計画変更認可。事業費の増額および工事の完了予定を令和5（2023）年度末に変更[報道 14]。
- 2023年（令和5年）
  - 5月27日：芦原温泉駅で金沢駅 - 敦賀駅間のレール締結式が行われ、東京 - 敦賀間約580kmが線路で繋がった[新聞 29]。
  - 9月24日：金沢駅 - 敦賀駅間においてEast iでの試運転を開始。
  - 9月26日：上記区間において営業用車両による試運転も開始。
  - 12月11日 : 上記区間の施設管理権を鉄道・運輸機構からJR西日本に引き渡す。
- 2024年（令和6年）
  - 1月1日 : 能登地方を震央とした、令和6年能登半島地震が発生。発生直後は全線で運転見合わせ。同日中に、東京駅 - 長野駅間[新聞 46]、翌2日午前中に富山駅 - 金沢駅間[新聞 47]、15時20分に長野駅 - 富山駅間が運転再開[155]。
  - 1月26日 :  鉄道設備（金沢駅 - 敦賀駅間）の完成検査に合格[156]。JR西日本からは能登半島地震の影響はないと報告された[157]。
  - 3月15日：鉄道・運輸機構が申請した金沢 - 敦賀間の貸付料について、年額93億円として国土交通省が認可[報道 34]。

#### 敦賀開業後
- 2024年（令和6年）3月16日：北陸新幹線 金沢駅 - 敦賀駅間（125.1 km）開業[報道 1]。

## 事業の効果と影響

### 公共交通機関の変化

#### 首都圏 - 長野
長野 - 東京間の運行本数の変化は、高崎 - 軽井沢間着工後の1990年は、鉄道19本、高速バス0本であったが、高崎 - 長野開業後の1997年には鉄道が24本に増加、高速バスも12本に増加し、開業10年後の2007年には鉄道が27本に微増したものの、高速バスは32本とさらに増加した。
首都圏（東京都・神奈川県・埼玉県・千葉県） - 長野県間の鉄道利用実績は、1990年度は定期外998万人であったが、高崎 - 長野間開業後の1997年度は定期外1,089万人、定期5万人に増加し、2005年度は定期外1,015万人、定期247万人と定期利用者が増加している。

#### 首都圏 - 富山
首都圏 - 富山県間の公共交通機関分担率の変化は、石動 - 金沢間がスーパー特急方式で着工された1992年度は、鉄道57%、航空39%、バス4%、長野 - 金沢間の全区間がフル規格となった2005年度は、鉄道47%、航空48%、バス4%、開業前年の2014年度では鉄道57%、航空34%、バス9%と鉄道が5割から6割、航空が3割から4割程度であった。しかし、長野 - 金沢間開業後の2015年度は、鉄道83%、航空13%、バス4%と鉄道が大幅に増加し、航空は大きく減少し、2018年度には鉄道86%、航空10%、バス4%とその傾向は継続している。
東京 - 富山間の運行本数の変化は、石動 - 金沢間がスーパー特急方式で着工された1992年は、鉄道16本、航空（富山 - 羽田）8本、高速バス3本であったが、2005年は鉄道が17本、航空8本、高速バス6本、2014年は鉄道18本、航空6本、高速バス10本であった。長野 - 金沢間開業後の2015年は鉄道が24本と大きく増加し、航空は6本を維持、高速バスは9本であったが、2018年に航空は4本に減少し、高速バスは8本になった。
首都圏 - 富山県間の鉄道利用実績は、1992年度は116万人、2005年度は103万人、2014年度は133万人であったが、長野 - 金沢間開業後の2015年度は284万人と約2倍に増加し、2017年度も281万人と高い水準を維持している。

#### 首都圏 - 石川
首都圏 - 石川県間の公共交通機関分担率の変化は、石動 - 金沢間がスーパー特急方式で着工された1992年度は、鉄道33%、航空60%、バス6%、長野 - 金沢間の全区間がフル規格となった2005年度は、鉄道29%、航空67%、バス4%、開業前年の2014年度では鉄道38%、航空52%、バス9%と航空が5割から7割で最も多く、鉄道は3割から4割であった。しかし、長野 - 金沢間開業後の2015年度は、鉄道72%、航空23%、バス5%と鉄道が大幅に増加した一方、航空は大きく減少したことでシェアが逆転した。2018年度には鉄道70%、航空25%、バス6%とその傾向は継続している。
東京 - 金沢間の運行本数の変化は、石動 - 金沢間がスーパー特急方式で着工された1992年は、鉄道16本、航空8本、高速バス9本であったが、2005年には鉄道17本、航空は14本、高速バス12本、2014年は鉄道18本、航空15本、高速バス本であった。長野 - 金沢間開業後の2015年は鉄道が24本と大きく増加し、航空は15本を維持、高速バスは10本であったが、2018年に航空は13本に減少し、高速バスは9本になった。
首都圏 - 石川県間の鉄道利用実績は、1992年度は83万人、2005年度は89万人、2014年度は131万人であったが、長野 - 金沢間開業後の2015年度は374万人と約3倍に増加し、2017年度も339万人と高い水準を維持している。

#### 長野 - 富山
長野県 - 富山県間の公共交通機関分担率の変化は、石動 - 金沢間がスーパー特急方式で着工された1992年度から鉄道が100%であり、開業前年の2014年度では鉄道90%、バス10%とバス利用もみられたが、長野 - 金沢間開業後の2015年度は鉄道97%、バスは3%に減少し、2017年度以降は再び鉄道が100%になった。
立山黒部アルペンルートを除く長野県 - 富山県間の鉄道利用実績は、1992年度は10万人、2005年度は4万人、2014年度は5万人と減少傾向であったが、長野 - 金沢間開業後の2015年度は26万人と約5倍に増加し、2017年度も19万人と高い水準を保っている。

#### 長野 - 石川
長野県 - 石川県間の公共交通機関分担率の変化は、石動 - 金沢間がスーパー特急方式で着工された1992年度から鉄道が100%であり、2005年度では鉄道81%、バス19%とバス利用もみられたが、2008年度以降は再び鉄道が100%になった。
長野県 - 石川県間の鉄道利用実績は、1992年度は8万人、2005年度は3万人、2014年度は8万人であったが、長野 - 金沢間開業後の2015年度は40万人と約8倍に増加し、2017年度も25万人と高い水準を保っている。

#### 富山 - 石川
※2015年度のデータには、あいの風とやま鉄道およびIRいしかわ鉄道のデータが含まれていないため除外した。
富山県 - 石川県間の公共交通機関分担率の変化は、石動 - 金沢間がスーパー特急方式で着工された1992年度は、鉄道97%、バス3%、長野 - 金沢間の全区間がフル規格となった2005年度は、鉄道91%、バス9%、開業前年の2014年度では鉄道73%、バス27%とバスの割合が増加傾向にあった。長野 - 金沢間開業後の2016年度は、鉄道77%、バス23%と大きな変化は見られない。
富山 - 金沢間の運行本数の変化は、鉄道約40本、高速バス約20本であり開業前後で大きな変化は見られなかった。しかし、バス運転手の不足や利用客数の減少のため2024年3月をもって富山 - 金沢間の高速バス路線は廃止された。
富山県 - 石川県間の鉄道利用実績は1992年度は334万人、2005年度は307万人、2014年度は268万人と減少傾向であったが、長野 - 金沢間開業後の2016年度は351万人と約1.2倍に増加した。

### 東海道新幹線のバイパスとして
当初より東京駅 - 新大阪駅間を結ぶ東海道新幹線のバイパスとしての役割を期待されてきた路線であるが、敦賀延伸前までは未開通区間の長さや終点からの在来線との接続の関係もあり、ほとんどその役割は果たしていなかった。
しかし、2024年3月16日の金沢駅 - 敦賀駅間開業により、敦賀駅で在来線特急「サンダーバード」や新快速に接続し、これらと北陸新幹線を用いることで首都圏と関西圏の間を東海道新幹線を用いずに迂回することが以前より容易になった。
実際、2024年7月22日に発生した東海道新幹線の保守用車両同士の追突による脱線事故で東海道新幹線が浜松駅 - 名古屋駅間で終日運転見合わせとなった際には、北陸新幹線を用いて迂回する人が増加し、その日の北陸新幹線の自由席の乗車率は最大180%を記録するほどになった。また、混雑を受け、北陸新幹線とサンダーバードにそれぞれ上下1本ずつ臨時列車が運転された。
その後も東海道新幹線が運休した際は北陸新幹線やサンダーバードの臨時列車が設定されている。

### 金沢 - 敦賀間の整備効果
開業前には効果と影響は次のように予測されていた。
所要時間について、着工に向けた2012年4月時点での国土交通省の試算では、富山 - 敦賀間の所要時間は緩行タイプで1時間16分30秒、速達（平均的）タイプで1時間1分15秒、東京 - 敦賀間の所要時間は緩行タイプで4時間13分0秒、速達（平均的）タイプで3時間21分45秒と想定されていた。2021年3月時点での鉄道・運輸機構による時間短縮効果の試算では、東京 - 福井間の所要時間は開業前（以下2020年4月時点）の3時間14分から約20分短縮されて2時間53分、大阪 - 金沢間では2時間31分から約25分短縮されて2時間4分、富山 - 福井間では1時間12分から約25分短縮されて44分になるとした。2023年8月30日にJR西日本から2024年3月16日と決定した開業日とともに発表された運行計画の概要では、最速達列車の所要時間について東京 - 福井間で2時間51分、東京 - 敦賀間で3時間8分、大阪 - 金沢間で2時間9分とされた。
以上のような時間短縮により、北陸3県（富山、石川、福井）と関東の交流人口が37,400人/日から37,600人/日に、大阪との交流人口が14,800人/日から1.1倍の16,200人/日に、北陸地域内では福井と富山の交流人口が5,300人/日から1.2倍の6,300人/日に増加すると予測された。
環境面では航空機、バスから新幹線に旅客が転移することで、福井県の運輸部門（自動車除く）の二酸化炭素排出量の約26%に相当する59,000 tの二酸化炭素の排出量削減が期待される。

## 今後の見通し

### 敦賀 - 新大阪間
敦賀駅以西のルートについては様々な議論がなされたが、2016年（平成28年）12月20日、政府与党の整備新幹線建設推進プロジェクトチーム（与党PT）は敦賀駅から西進して福井県小浜市を経由、そこから南下して京都駅につなぐ「小浜・京都ルート」を採用した。京都駅 - 新大阪駅間は引き続き検討され、2017年（平成29年）3月15日に、JR片町線（学研都市線）松井山手駅（京田辺市）付近に中間駅を設ける「南回り案」を採用した。
鉄道建設・運輸施設整備支援機構は2017（平成29）年度から駅やルートを決めるための調査を始め、2019年（令和元年）5月に計画段階環境配慮書の中で概略ルートを示した。設置予定駅は敦賀駅、小浜市（東小浜）附近、京都駅、京田辺市（松井山手）附近、新大阪駅であり、主要な線形条件として、最小曲線半径は4,000m、最急勾配は15‰とし、ラムサール条約に基づく登録湿地である三方五湖や周辺の国定公園（若狭湾国定公園）、京都丹波高原国定公園のうち第1種・第2種特別地域に指定されている芦生の森を回避することなどが考慮されている。今後の詳細なルート検討においては、京都市中心市街地、伏見酒造エリアを回避した区域を選定し、京都市市街地の文化財や地下水への影響を考慮すること、京都丹波高原国定公園や金剛生駒紀泉国定公園の第3種特別地域等を通過する際の自然環境に配慮した工法の検討、全体の8割がトンネルを占めるため、都市部における大深度地下の利用や発生掘削土の受け入れなどの考慮事項が挙げられている。2022（令和4）年には国土交通省が、将来的な山陰新幹線との分岐も含む南丹市付近での駅設置可能性について調査を決定していた。
国土交通省と鉄道建設・運輸施設整備支援機構は2024年（令和6年）8月7日に各駅の位置と詳細なルート案を公表した。与党PTおよび北陸新幹線事業推進調査に関する連絡会議に報告し、検討を進めたもので、京都駅付近はルートを1つに絞らず、いずれも地下を通る、京都駅南北案、京都駅東西案、桂川駅案の3ルートが示された。同年12月、与党委員会（委員長：西田昌司）は地下水に強い影響のある京都駅東西案を候補から外した。着工については時期を定めず、関係自治体の合意などを優先した上でルート決定が行われる。

### その他
京都府や京都府市長会は北陸新幹線の関西国際空港への延伸を提案している。
京都市では延伸のメリットについて、「国内唯一の完全24時間運用の国際空港と首都圏、北陸、京都がつながることとなり、それらが世界の都市とつながることになります。インバウンド（海外から日本への旅行者）の増加や国際的に活動する企業を呼び込むことにつながり、我が国の産業、学問、文化、観光の振興に寄与し、「文化芸術立国・日本」、「観光立国・日本」の実現に向けて大きな推進力となります。」としている。

## 並行在来線の扱い

北陸新幹線の並行在来線

2024年3月16日時点で新幹線が開業した区間の並行在来線の扱いは以下のとおりである。なお飯山線の豊野駅 - 飯山駅間も北陸新幹線と並行するが、この区間はルート上の制約で飯山駅を経由することになったため、本来の並行在来線の意義から外れるとして同区間の経営分離は行われていない。

### 信越本線
信越本線は高崎駅 - 直江津駅間が並行在来線とされ、このうち高崎駅 - 横川駅間と篠ノ井駅 - 長野駅間は新幹線開業後も信越本線としてJR東日本が運行している。横川駅 - 軽井沢駅間は鉄道路線としては廃止され、JRバス関東によるバス路線碓氷線として運行されている。軽井沢駅 - 篠ノ井駅間は1997年に、長野駅 - 直江津駅間は2015年にJR東日本から経営分離され、県域ごとに設立された第三セクター鉄道会社に移管された。
長野県内の区間はしなの鉄道が軽井沢駅 - 篠ノ井駅間をしなの鉄道線、長野駅 - 妙高高原駅を北しなの線として運行している。新潟県内の区間はえちごトキめき鉄道が妙高高原駅 - 直江津駅間を妙高はねうまラインとして運行している。

### 北陸本線
北陸本線は直江津駅 - 敦賀駅間が並行在来線とされ、このうち直江津駅 - 金沢駅間は2015年に、金沢駅 - 敦賀駅間は2024年にJR西日本から経営分離され、県域ごとに設立された第三セクター鉄道会社に移管された。
新潟県内の区間はえちごトキめき鉄道が直江津駅 - 市振駅間を日本海ひすいラインとして運行している。富山県内の区間はあいの風とやま鉄道が市振駅 - 倶利伽羅駅間をあいの風とやま鉄道線として運行している。石川県内の区間はIRいしかわ鉄道が倶利伽羅駅 - 大聖寺駅間をIRいしかわ鉄道線として運行している。福井県内の区間はハピラインふくいが大聖寺駅 - 敦賀駅間をハピラインふくい線として運行している。

#### 特急存続の要望活動
金沢駅 - 敦賀駅間の着工に向けた試算では、金沢駅 - 敦賀駅間では特急「サンダーバード」・特急「しらさぎ」などの在来線優等列車の運転は行わないと想定していた。そのため、特に新幹線駅が設けられない鯖江市において敦賀開業以降も大阪・名古屋方面への特急の直通運転継続の要望が高く、「特急サンダーバード・特急しらさぎの存続を実現する会」が活動している。フリーゲージトレインの開発が難航していることから、敦賀開業時からの導入は困難であり、鯖江市が特急を福井駅まで乗り入れるよう求める意見書を、2017年3月に福井県議会に提出し、その時点では明確な回答はなかったが、2017年4月22日に鯖江市での国土交通省・福井県の担当者との意見交換会が実施された。
国土交通省の担当者は、JRから経営分離するスキームは変わらないとした上で「JR西日本と並行在来線会社が相互直通運転をするためには、なんらかの協定を結ぶことが最低限必要」と説明し、福井県の担当者は協定締結に向けた話し合いについて「JRが行っている並行在来線会社の支援策の一つとして、在来線特急の運行も入れてもらえるように話をしていきたい」と述べた。
2018年1月の鯖江市の市政アンケート（回答率：50.6パーセント）でも特急「サンダーバード」・特急「しらさぎ」の存続を望む声が74.6パーセントあった。それを受け「特急サンダーバード・特急しらさぎの存続を実現する会」事務局担当は「特急存続を願う市民の声を再認識した。実現する会一体となって県全体またはそれ以上の活動に広げ、敦賀開業後の市民の利便性確保に努めたい」と述べている。
2018年9月27日にはフリーゲージトレイン導入断念に伴い、鯖江市長は福井県知事に対して特急「サンダーバード」存続に絞って要望を行った。2019年3月4日の福井県議会では特急「しらさぎ」が福井駅までの運行では利用が見込めず、車両や乗務員の確保の問題もあって、JR西日本は消極的だとしている。
一方2017年5月14日、自由民主党の整備新幹線建設推進プロジェクトチームの検討委員会での会合では、経営分離後の区間で日本貨物鉄道（JR貨物）に委託して貨物列車に旅客車両を連結して運行する案や、福井県の第三セクター鉄道事業者が特急を運行する案が議論された。
しかし、2021年6月9日になって、福井県とJR西日本との間でなされていた特急の福井駅 - 敦賀駅間の存続についての協議が打ち切りとなったことが報道された。これについて鯖江市は、市のウェブサイトで「遺憾ではあるが受け入れざるを得ないものである」と表明した。

## 利用状況
各年度の平均通過人員は以下のとおりである。定期利用者については、長野 - 金沢間開業前の2014年度（平成26年度）は約4,003人/日であったが、開業後の2015年（平成27年）は約5,787人/日と約1.4倍に増加し、2017年度（平成29年度）には6,688人/日と増加傾向である。
| 年度                   | 平均通過人員（人/日）           | 平均通過人員（人/日）           | 平均通過人員（人/日）           | 平均通過人員（人/日）           | 平均通過人員（人/日）           | 平均通過人員（人/日）           | 出典                            |
| 年度                   | JR東日本区間（高崎 - 上越妙高） | JR東日本区間（高崎 - 上越妙高） | JR西日本区間（上越妙高 - 敦賀） | JR西日本区間（上越妙高 - 敦賀） | JR西日本区間（上越妙高 - 敦賀） | JR西日本区間（上越妙高 - 敦賀） | 出典                            |
| 年度                   | 高崎 - 長野                     | 長野 - 上越妙高                 | 上越妙高 - 富山                 | 富山 - 金沢                     | 金沢 - 福井                     | 福井 - 敦賀                     | 出典                            |
| ---------------------- | ------------------------------- | ------------------------------- | ------------------------------- | ------------------------------- | ------------------------------- | ------------------------------- | ------------------------------- |
| 1997年度（平成09年度） | 21,995                          | 未開業                          | 未開業                          | 未開業                          | 未開業                          | 未開業                          | [ 利用状況 1 ]                  |
| 2002年度（平成14年度） | 18,969                          | 未開業                          | 未開業                          | 未開業                          | 未開業                          | 未開業                          | [ 利用状況 1 ]                  |
| 2007年度（平成19年度） | 19,359                          | 未開業                          | 未開業                          | 未開業                          | 未開業                          | 未開業                          | [ 利用状況 1 ]                  |
| 2012年度（平成24年度） | 18,565                          | 未開業                          | 未開業                          | 未開業                          | 未開業                          | 未開業                          | [ 利用状況 1 ]                  |
| 2014年度（平成26年度） | 21,247                          | 非開示                          | 記載なし                        | 記載なし                        | 未開業                          | 未開業                          | [ 利用状況 2 ] [ 利用状況 3 ]   |
| 2015年度（平成27年度） | 37,050                          | 37,050                          | 24,139                          | 24,139                          | 未開業                          | 未開業                          | [ 利用状況 2 ] [ 利用状況 4 ]   |
| 2015年度（平成27年度） | 42,855                          | 25,595                          | 24,858                          | 22,790                          | 未開業                          | 未開業                          | [ 利用状況 2 ] [ 利用状況 4 ]   |
| 2016年度（平成28年度） | 35,899                          | 35,899                          | 22,658                          | 22,658                          | 未開業                          | 未開業                          | [ 利用状況 2 ] [ 利用状況 5 ]   |
| 2016年度（平成28年度） | 41,835                          | 24,187                          | 23,245                          | 21,556                          | 未開業                          | 未開業                          | [ 利用状況 2 ] [ 利用状況 5 ]   |
| 2017年度（平成29年度） | 36,127                          | 36,127                          | 22,533                          | 22,533                          | 未開業                          | 未開業                          | [ 利用状況 2 ] [ 利用状況 6 ]   |
| 2017年度（平成29年度） | 42,179                          | 24,185                          | 23,173                          | 21,330                          | 未開業                          | 未開業                          | [ 利用状況 2 ] [ 利用状況 6 ]   |
| 2018年度（平成30年度） | 37,056                          | 37,056                          | 23,001                          | 23,001                          | 未開業                          | 未開業                          | [ 利用状況 2 ] [ 利用状況 7 ]   |
| 2018年度（平成30年度） | 43,278                          | 24,781                          | 23,666                          | 21,753                          | 未開業                          | 未開業                          | [ 利用状況 2 ] [ 利用状況 7 ]   |
| 2019年度（令和元年度） | 34,125                          | 34,125                          | 20,831                          | 20,831                          | 未開業                          | 未開業                          | [ 利用状況 8 ] [ 利用状況 9 ]   |
| 2019年度（令和元年度） | 40,139                          | 22,260                          | 21,281                          | 19,987                          | 未開業                          | 未開業                          | [ 利用状況 8 ] [ 利用状況 9 ]   |
| 2020年度（令和02年度） | 12,702                          | 12,702                          | 8,224                           | 8,224                           | 未開業                          | 未開業                          | [ 利用状況 8 ] [ 利用状況 10 ]  |
| 2020年度（令和02年度） | 15,013                          | 8,144                           | 7,913                           | 8,807                           | 未開業                          | 未開業                          | [ 利用状況 8 ] [ 利用状況 10 ]  |
| 2021年度（令和03年度） | 16,931                          | 16,931                          | 10,177                          | 10,177                          | 未開業                          | 未開業                          | [ 利用状況 8 ] [ 利用状況 11 ]  |
| 2021年度（令和03年度） | 20,007                          | 10,863                          | 10,105                          | 10,312                          | 未開業                          | 未開業                          | [ 利用状況 8 ] [ 利用状況 11 ]  |
| 2022年度（令和04年度） | 28,186                          | 28,186                          | 17,120                          | 17,120                          | 未開業                          | 未開業                          | [ 利用状況 8 ] [ 利用状況 12 ]  |
| 2022年度（令和04年度） | 33,000                          | 18,688                          | 17,522                          | 16,366                          | 未開業                          | 未開業                          | [ 利用状況 8 ] [ 利用状況 12 ]  |
| 2023年度（令和05年度） | 34,694                          | 34,694                          | 21,371                          | 21,371                          | 記載なし                        | 記載なし                        | [ 利用状況 13 ] [ 利用状況 14 ] |
| 2023年度（令和05年度） | 40,499                          | 23,239                          | 22,021                          | 20,152                          | 記載なし                        | 記載なし                        | [ 利用状況 13 ] [ 利用状況 14 ] |
| 2024年度（令和06年度） |                                 |                                 | 24,188                          | 24,188                          | 24,188                          | 24,188                          | [ 利用状況 15 ]                 |
| 2024年度（令和06年度） |                                 |                                 | 27,092                          | 26,266                          | 21,443                          | 19,546                          | [ 利用状況 15 ]                 |

## 路線形態詳細

### 地理

#### 通過する自治体
- 群馬県
  - 高崎市 - 安中市 - 高崎市 - 安中市
- 長野県
  - 北佐久郡軽井沢町 - 北佐久郡御代田町 - 佐久市 - 東御市 - 上田市 - 埴科郡坂城町 - 千曲市 - 長野市 - 上高井郡小布施町 - 長野市 - 中野市 - 飯山市
- 新潟県
  - 妙高市 - 上越市 - 妙高市 - 上越市 - 糸魚川市
- 富山県
  - 下新川郡朝日町 - 下新川郡入善町 - 黒部市 - 魚津市 - 滑川市 - 中新川郡上市町 - 富山市 - 中新川郡上市町 - 富山市 - 射水市 - 高岡市 - 小矢部市
- 石川県
  - 河北郡津幡町 - 金沢市 - 野々市市 - 白山市 - 野々市市 - 白山市 - 能美郡川北町 - 能美市 - 小松市 - 能美市 - 小松市 - 加賀市
- 福井県
  - あわら市 - 坂井市 - 福井市 - 鯖江市 - 越前市 - 南条郡南越前町 - 越前市 - 南条郡南越前町 - 敦賀市